# Geschichte Englands

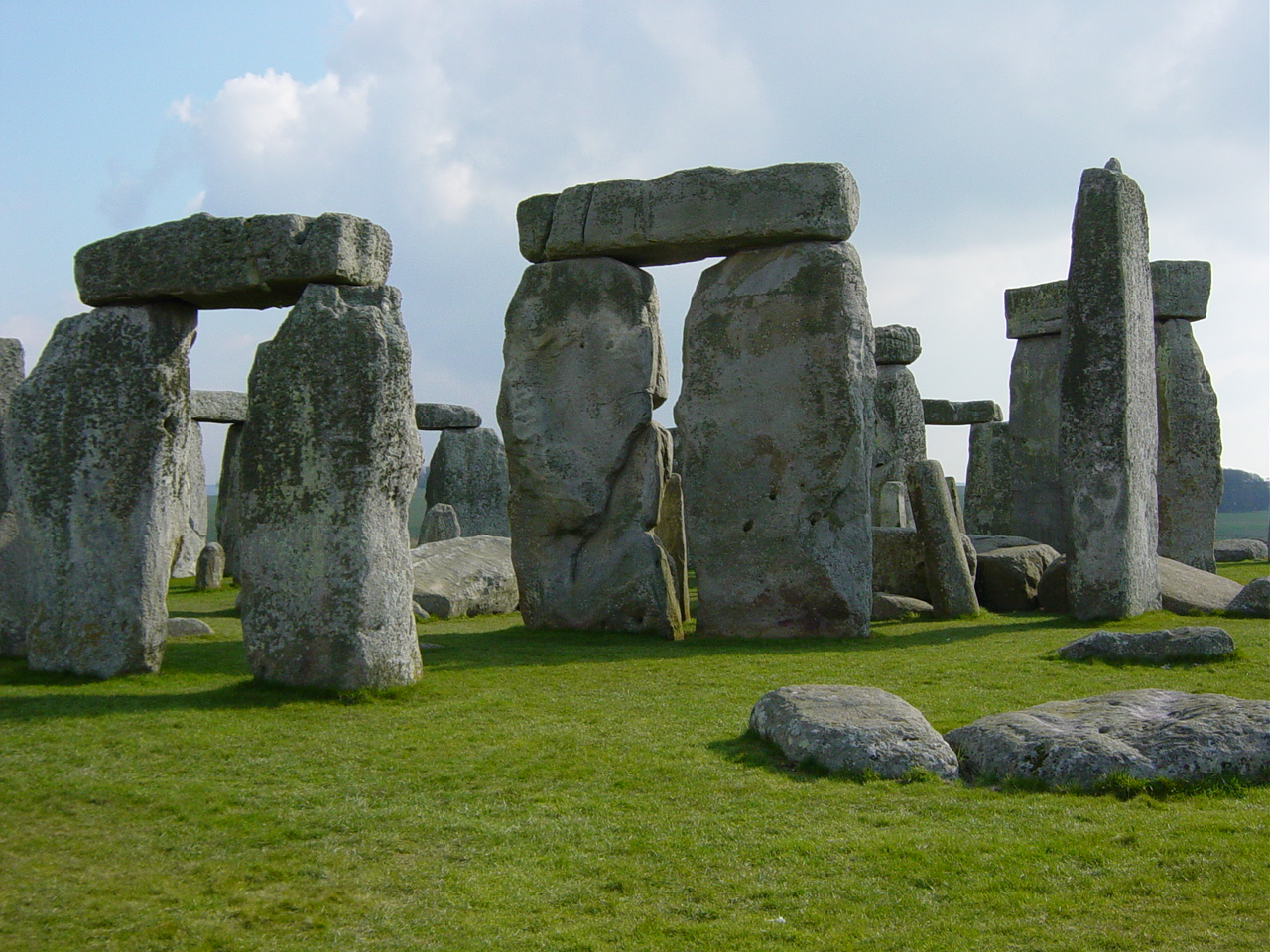
Stonehenge

Die Geschichte Englands umfasst die Entwicklungen auf dem Gebiet England, des bevölkerungsreichsten Landesteils des Vereinigten Königreichs Großbritannien und Nordirland, von der Urgeschichte bis zur Gegenwart. Die ersten schriftlichen Aufzeichnungen, welche die Existenz des damaligen Britanniens belegen, sind Berichte von Caesar über seine Landung im Jahr 55 v. Chr. Die Bezeichnung „England“ stammt aus der Zeit nach der Einwanderung der Angelsachsen. Nachdem zunächst Wales in den Herrschaftsraum Englands eingegliedert worden war, aber vor allem nach der Besteigung des englischen Throns durch Jakob VI. von Schottland im Jahr 1603, wurde es immer schwieriger, zwischen englischer und britischer Geschichte zu unterscheiden. Durch die Vereinigung mit dem Königreich Schottland 1707 ging das Königreich England im Königreich Großbritannien auf. Das englische Parlament in London übernahm die Rolle des Parlaments von Großbritannien.

## Vor-Römisches England
Die ältesten menschlichen Spuren Englands reichen etwa 850.000 bis eine Million Jahre zurück. Doch klimatisch bedingt wurde die Insel mindestens neun Mal weitgehend oder vollständig von Menschen geräumt. In der Mesolithischen Periode, etwa um 8500 v. Chr., stieg der Meeresspiegel während der letzten Eisschmelze an und machte Britannien ca. 7000 v. Chr. zur Insel.
In der Jungsteinzeit, die auf der Insel erst um 4000 v. Chr. begann, begannen Ackerbau und Viehzucht. Ob dies auf Einwanderung vom Kontinent oder die Akkulturation einheimischer Jäger und Sammler zurückgeht, ist in der Forschung umstritten. Etwa ab 3200 v. Chr. wurden auf den Britischen Inseln zahlreiche Henges (Woodhenge, Durrington Walls, Marden Henge, Avebury) und Steinkreise (Castlerigg, vor allem aber das bekannte Stonehenge) als Megalithstrukturen errichtet. Die Eisenzeit begann ab 800 v. Chr. Im Süden gibt es viele Überreste von Hügelforts aus dieser Zeit, die als System von konzentrischen Erdhügeln und -wällen überdauert haben: vom großen Maiden Castle in Dorset bis hinunter zu den viel kleineren wie Grimsbury Castle in Berkshire.

## Römische Zeit

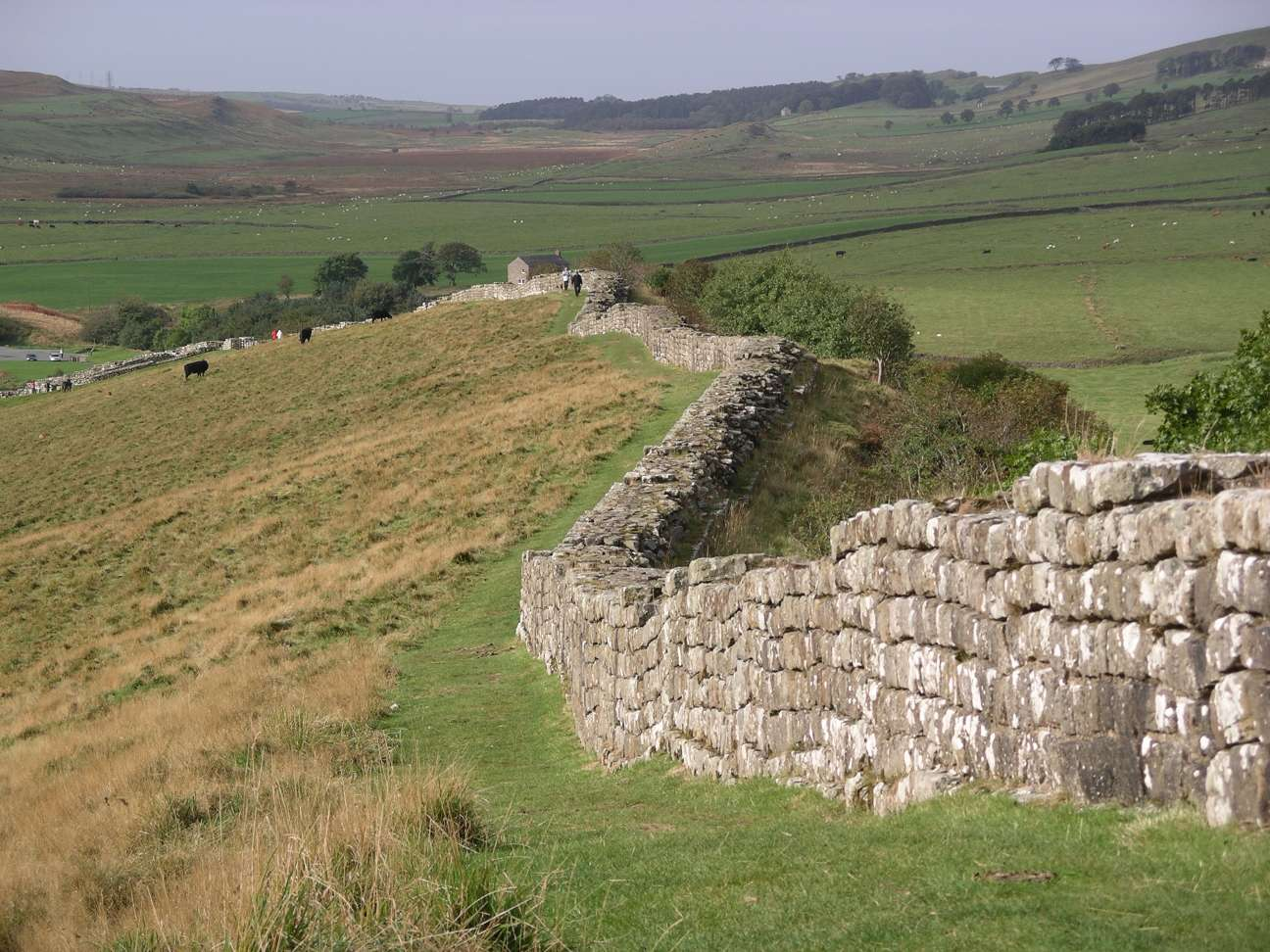
Hadrianswall

Die Römer landeten unter der Führung Caesars erstmals 55 und 54 v. Chr. in England, zunächst jedoch nicht als Eroberer. Erst ein knappes Jahrhundert später, 43 n. Chr., wurde England unter Kaiser Claudius von den Römern besetzt und als Provinz Britannia unterworfen; der bedeutendste Aufstand der keltischen Bevölkerung ereignete sich schließlich 61 unter der Führung von Boudicca (Boudicca-Aufstand). Um sich vor den Plünderungen der Pikten, der Einwohner Schottlands zu dieser Zeit, zu schützen, wurde unter Kaiser Hadrian in der Höhe des Solway Firth ein Schutzwall von Osten nach Westen errichtet, der Hadrianswall.
Im klassischen römischen Stil bauten die Römer eine hocheffiziente Infrastruktur auf, um ihre militärischen Eroberungen zu festigen, und erschlossen so Britannien, wobei der Grad der Romanisierung sehr unterschiedlich ausgeprägt war: Am stärksten war der römische Einfluss im Süden und Osten, wo auch die Urbanisierung stärker ausgeprägt war. Ab dem 2. Jahrhundert machte in diesen Regionen auch die christliche Missionierung erste Fortschritte.
Ab dem 4. Jahrhundert wurde Britannien mehrfach von Usurpationen heimgesucht. Flavius Theodosius stellte in den 360er Jahren noch einmal die Ordnung auf der Insel her. Doch nur wenige Jahrzehnte später wurden die meisten Truppen abgezogen; sie wurden auf dem Festland dringender gebraucht, wo nach dem Vordringen germanischer Stämme die Rheingrenze kollabiert war. 407/8 zog der Großteil der römischen Truppen ab und 409 erhob sich die Insel gegen die römische Regierung. Einige Zeit später (die Quellenlage ist dafür sehr dürftig) erlosch auch die römische Präsenz auf der Insel; die Civitates mussten sich nun so gut wie eben möglich selber schützen, wozu auch germanische Söldner eingesetzt wurden.

## Sächsische Eroberung

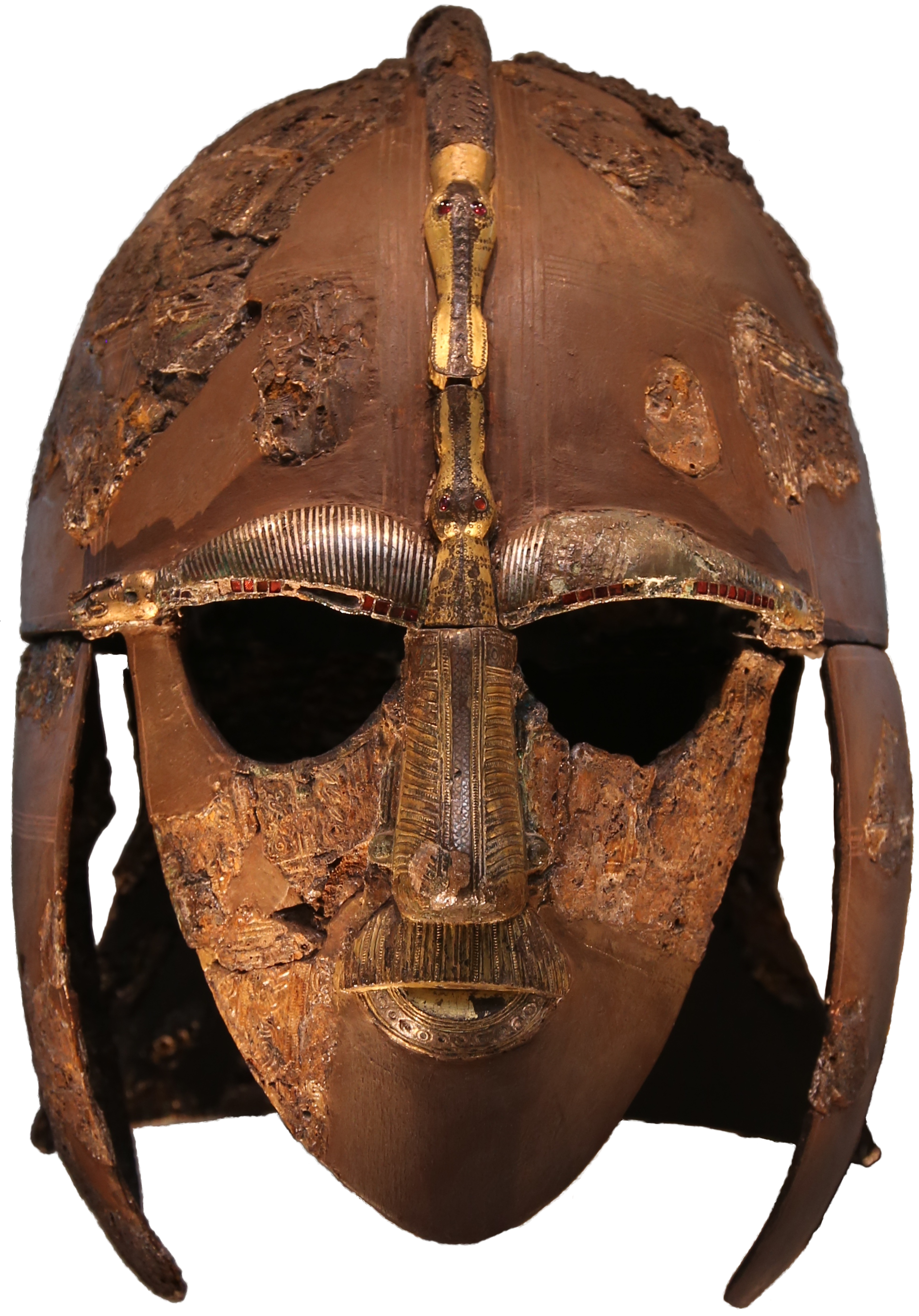
Angelsächsischer Goldhelm aus der Ausgrabungsstätte Sutton Hoo

In das entstehende Machtvakuum drangen immer wieder piktische Gruppen nach Süden vor. Da die romano-britische Bevölkerung keine Hilfe vom römischen Imperium erwarten konnte, warben sie sächsische Truppen zu ihrer Verteidigung an. Diese Söldner siedelten sich mit ihren Familien an. In der Folgezeit strömten jedoch infolge der Völkerwanderung Gruppen von Angeln, Jüten und Sachsen ins Land, um dem Bevölkerungsdruck auf dem Festland auszuweichen. Damit begann in Britannien das Frühmittelalter.
Die Ankömmlinge siedelten in Ostanglien, den Midlands, dem östlichen Yorkshire und in Lincolnshire und vertrieben dabei teilweise die einheimische Bevölkerung. Südlich der Themse organisierten die Städte unter Führung einheimischer Magnaten eine entschlossene Verteidigung und nahmen dazu nach römischem Vorbild meist sächsische Föderaten in Dienst. Die Historia Brittonum berichtet, dass ab 430 so auch jütische Gruppen ins Land kamen und sich in Kent niederließen. Unter diesen Föderaten kam es 442/443 zu einer Revolte; nach langwierigen Kämpfen wurde die britische Bevölkerung nach Westen abgedrängt und musste Sussex (Südsachsen), Middlesex (Mittelsachsen) und Essex (Ostsachsen) – die späteren sächsischen Siedlungsgebiete – aufgeben. Ende des 7. Jahrhunderts hatten die Angelsachsen die Insel von Cornwall bis zum Firth of Forth unterworfen. Ausnahmen bildeten die westlichsten Gebiete von Dumnonia und Wales sowie das nördliche Gebiet von Cumbria, außerdem konnte Schottland seine Unabhängigkeit behaupten.

### Kleinkönigreiche

Die Besiedlung Englands um 600

Die neuen Siedlungsgebiete waren zunächst gemäß der Stammes- und Gruppenstruktur der kontinentalen Gebiete organisiert. Mit dem Ende des 6. Jahrhunderts entwickelten sich die Königsherrschaft und sieben miteinander konkurrierende angelsächsische Kleinkönigreiche:
- Northumbria, (aus dem Zusammenschluss von Deira und Bernicia), Ostanglien und Mercien als Gründungen der Angeln
- Sussex, Wessex und Essex als Gründungen der Sachsen
- Kent als Gründung der Jüten gilt als das erste konsolidierte Reich, da die Einwanderer die noch intakte römische Verwaltung und die städtische Kultur nutzten. Früher als in anderen Regionen ging man zum Christentum über. Bereits nach 650 findet eine intensive Schreib- und Gesetzgebungstätigkeit statt.

Die politische Vorrangstellung der einzelnen Königreiche dokumentierte sich in der Person eines Oberherrschers, der erst im 9. Jahrhundert als Bretwalda bezeichnet wurde. Er übte jedoch keine Herrschaft über ganz England aus, sondern eher eine besondere Machtposition im Kreis der übrigen Könige. Im 7. Jahrhundert dominierte Northumbria, im 8. Jahrhundert Mercia, und schließlich errang Wessex eine politische Vormachtstellung. Ab etwa 750 bestanden nur noch diese drei Königreiche, denn die anderen waren in ihnen aufgegangen.
Die Besiedelung durch die Angelsachsen stellte einen deutlichen Bruch gegenüber der römischen Herrschaft dar. Die Kultur der Eroberer unterschied sich grundlegend von der städtischen Lebensweise der Römer. Die Angelsachsen lebten in ländlichen Haufendörfern und waren in Sippen sowie in Familiengemeinschaften mit Gesinde um einen Hausvater (Lord) organisiert. Das Anwachsen dieser Hausgemeinschaften führte zur Bildung des angelsächsischen Adelssystems mit Gefolgschaften als unmittelbaren Machtzentren eines Adligen. Darüber hinaus bildete sich ein Heerkönigtum, das auf der Wahl des Anführers durch die mächtigsten Mitglieder des Heeres beruhte. Dem wirkte die Bestrebung der Heerkönige entgegen, dieses Amt in der jeweiligen Familie erblich zu machen.

### Christianisierung

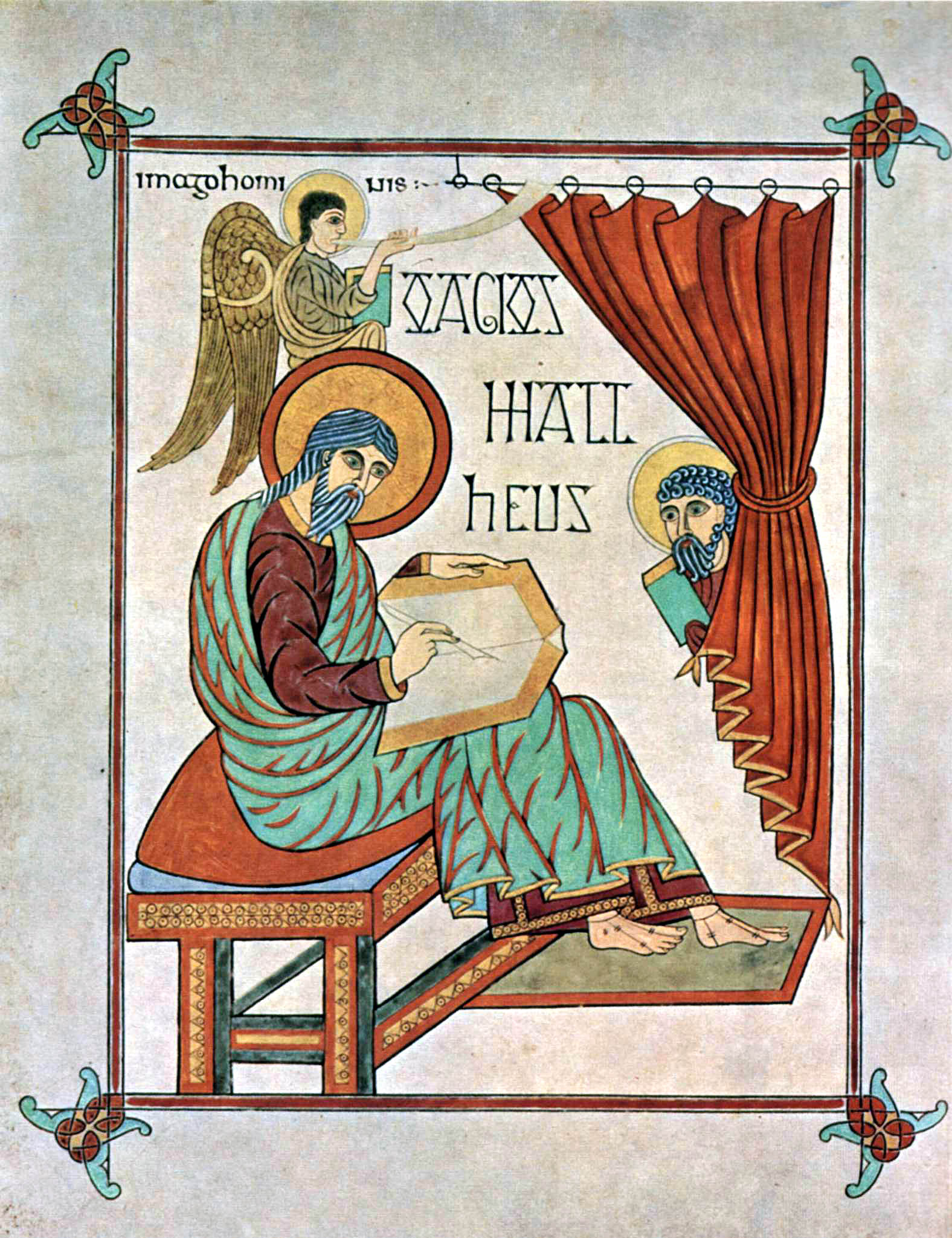
Seite aus dem Book of Lindisfarne

Die angelsächsischen Völker brachten bei ihrer Eroberung ihre eigene germanische und speziell angelsächsische Religion mit und drängten die romano-britische Bevölkerung mit dem christlichen Glauben in die walisischen Grenzgebiete.
Vom Kloster auf Iona, das der irische Mönch Columban von Iona (irisch Columcille) 563 gegründet hatte, nahm die iro-schottische Missionierung der Angelsachsen von Norden her ihren Anfang. Dort trat Oswald von Northumbria zum Christentum über und berief als König von Northumbria den Mönch Aidan zum Bischof und Missionar.
Im Süden landete 597 der Benediktiner Augustinus auf der Insel und begann auf Bitten des Königs Æthelberht von Kent, dessen Frau christlichen Glaubens war, mit der Missionierung der Angelsachsen.
Zwischen den beiden christlichen Strömungen entstanden Differenzen, die vor allem auf den unterschiedlichen Organisationsstrukturen beruhten. Während die iro-schottischen Missionare sich auf Klöster stützten und nur flache Hierarchien kannten, beruhte die römische Mission auf der Bischofshierarchie mit ihren Machtzentren in den städtischen Bischofssitzen. Darüber hinaus führte die unterschiedliche Berechnung des Osterfestes im Alltag der Menschen zu Verwirrung. Auf der Synode von Whitby setzten sich die Vertreter des römischen Ritus durch, und die Bindungen an die kontinentale römische Kirche wurden enger.
Das Christentum wurde allgemein zuerst von den Herrscherfamilien angenommen und von dort auf die Untertanen übertragen. Den Adeligen bot der neue Glauben die Möglichkeit, Eigenkirchen zu gründen und damit sakrale Macht auszuüben. Mit den gebildeten Klerikern und Mönchen standen ihnen außerdem fähige Helfer bei der Verwaltung ihrer Territorien zur Verfügung. Den Heerkönigen schließlich bot die Salbung eine Möglichkeit, ihre Macht zusätzlich zur Wahl durch das Gefolge zu rechtfertigen, damit ihre Abhängigkeit von dieser zu verringern und der Erblichkeit der Herrschaft einen Schritt näher zu kommen.
Das christliche Zeitalter brachte Meisterwerke der insularen Buchmalerei hervor wie das Book of Durrow, das Book of Lindisfarne und das Book of Kells. Es war geprägt von so bedeutenden Lehrern wie Beda Venerabilis. Etwa zu Beginn des 9. Jahrhunderts war die Christianisierung Englands abgeschlossen, wenn auch starke heidnische Elemente im Volksglauben weiterwirkten.

## Wikingerzeit

Die Britischen Inseln um das Jahr 802

### Erste Angriffe und Entstehung des dänischen Siedlungsgebiets
Beginnend 789 und zum ersten Mal historisch bedeutsam mit dem Raubzug von 793 gegen das Kloster Lindisfarne landeten die dänischen Wikinger in England, was den Beginn der Wikingerzeit markiert. Zunächst führten sie nur blitzartige Raubzüge aus, nach denen sie sich auf das Meer zurückzogen. Dort waren sie sicher, da die englischen Könige kaum über Schiffe verfügten, die in größerer Entfernung von der Küste operieren konnten. Kurz darauf überwinterten jedoch einzelne Wikingergruppen auf der Insel und legten dazu zumindest periodische Siedlungen an. 865 landeten Wikinger in East Anglia mit der offenbaren Absicht, sich dort länger einzurichten. Sie forderten Tributzahlungen von umliegenden angelsächsischen Siedlungen und errichteten eigene Dörfer. Ein Jahr später eroberte das Große Heer York und setzte im Königreich Jórvík einen angelsächsischen Vasallen als König ein. Sofort begannen die Überfälle auf Mercien auszugreifen, 869 erreichten erste dänische Truppen die Themse, den Grenzfluss zu Wessex, dem dominierenden angelsächsischen Reich.

### Entstehung des Königreiches England

Zeit- und Abstammungstafel der englischen Könige von Alfred dem Großen bis zu Wilhelm dem Eroberer.

Alfred der Große, König von Wessex, trat der dänischen Bedrohung entgegen. Der ständige Kampf gegen die Wikinger, in dem Alfred zunächst in der Schlacht bei Englefield und der Schlacht von Reading keinen durchschlagenden Erfolg erzielte, wirkte als Katalysator zur weitgehenden Einigung Englands unter dem König von Wessex. Er zwang ihn außerdem zur Reorganisierung des Heeres, zum Bau einer schlagkräftigen Flotte, zum Errichten zahlreicher Burgen und zum Anlegen des auf Grafschaften (Shires) beruhenden Systems, das England erstmals seit der römischen Zeit eine mehr oder minder einheitliche Verwaltung gab. 878 schlug Alfred ein großes dänisches Heer bei Edington. Daraufhin ließ sich der dänische König Guthrum, der bereits zuvor in Kontakt mit dem Christentum gekommen war, mit 30 seiner Männer taufen. Anschließend zogen sie sich in ihr Kerngebiet in East Anglia (Danelag) zurück. Dieser Erfolg führte zur Anerkennung Alfreds als Herrscher auch in Mercien. 886 eroberte er schließlich London und gab dem Reich damit ein Zentrum. In den folgenden Jahren erkannten ihn auch die übrigen angelsächsischen Territorien, auch solche unter dänischer Herrschaft, als ihren Herrscher an (vgl. Entstehung Englands).
Alfreds Nachfolger bauten das von ihm angelegte Verwaltungssystem aus, in dem als Kronbeamte Sheriffs an der Spitze eines Shires standen. Die Shires wurden vor allem für das Gerichtswesen und das Heeresaufgebot wichtig. Zudem entwickelte sich eine frühe Form eines englischen „Nationalbewusstseins“. Alfreds Sohn Eduard fügte den Dänen 910 in der Schlacht von Tettenhall eine weitere schwere Niederlage zu und war danach vor allem in Auseinandersetzungen mit den südlichen dänischen Reichen erfolgreich. 918 erkannten die Könige dieser Reiche ihn als Herren an, später auch die Herrscher Schottlands.
Unterdessen veränderten sich auch die dänischen Gebiete im Osten Englands, die als Danelag bezeichnet wurden. Die einstigen Wikinger gingen immer mehr zu einer bäuerlichen Lebensweise über, bauten Burgen und Ansiedlungen und nahmen das Christentum an.
König Æthelstan vertrieb 936 die Cornishmen aus Exeter und sicherte den Fluss Tamar als Grenze von Wessex. Er nannte sich Rex totius Britanniae, konnte Wales und Schottland aber nur unter eine lockere Oberhoheit bringen. Dagegen eroberte er Northumbria dauerhaft. Seine Urkunden nach 930 wurden von einer einzigen Kanzlei in Winchester hergestellt, was auf eine Art Hauptstadt seines Königreiches schließen lässt. Auf Æthelstan folgte bis ins späte 10. Jahrhundert eine Phase mit vergleichsweise wenigen kriegerischen Auseinandersetzungen, dafür aber mit politischer und kirchlicher Konsolidierung des Reiches vor allem unter König Edgar.

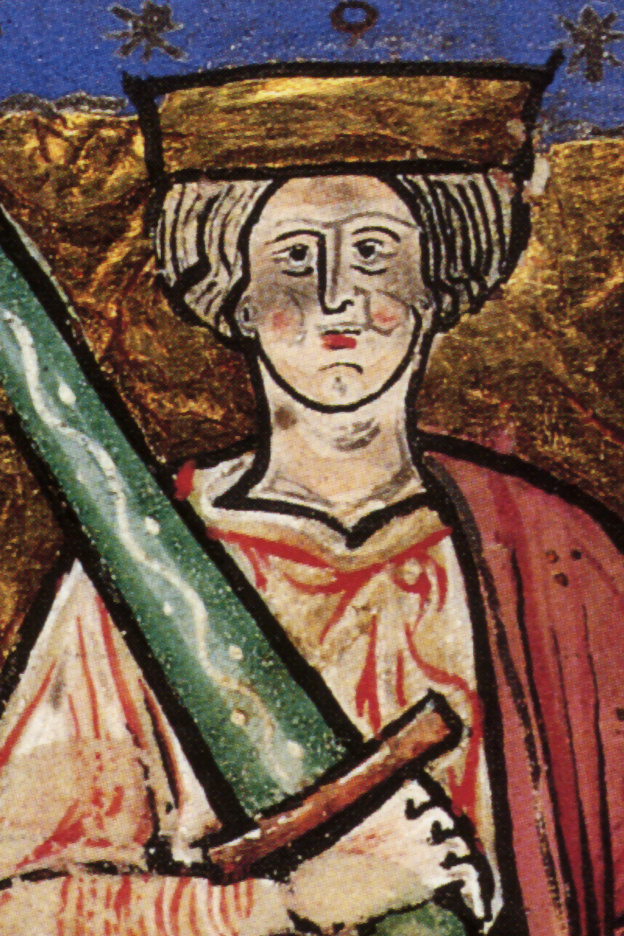
Aethelred II. von England (The Chronicle of Abingdon)

Um 980 begann eine neue Welle Wikingerangriffe von See aus. Größere Kämpfe blieben jedoch weitgehend aus, da die angelsächsischen Herrscher Tribute zahlten und die Wikinger wieder abzogen. Um diese Tribute aufzubringen, führte König Æthelred auf Anraten des Erzbischofs Sigeric von Canterbury und seiner „Großen“ als erster mittelalterlicher Herrscher eine allgemeine Grundsteuer ein, das Danegeld. Dennoch setzten die Wikinger ihre Bestrebungen fort, die angelsächsischen Gebiete zu erobern. Nach der verlorenen Schlacht von Maldon 991 zahlte Æthelred 10.000 Pfund (3.732 kg) Silber Tribut, um den Abzug der Wikinger zu erkaufen. Diese Summen steigerten sich mit der Zeit. 994 mussten 7250 kg Silber für den Abzug Olaf Tryggvasons aufgebracht werden, 1012 sogar 22 Tonnen Silber.
1002 heiratete Æthelred die normannische Herzogstochter Emma in Erwartung normannischer Unterstützung gegen die Wikinger. Damit legte er einen Grundstein für die spätere normannische Eroberung Englands. Im gleichen Jahr befahl er aus Angst vor einem Mordanschlag, am 13. November 1002 sämtliche Dänen in seinem Herrschaftsbereich zu ermorden. Doch darauf reagierten die Dänen sogar mit verstärkten Angriffen.
1013 segelte der dänische König Sven Gabelbart für einen Raub- und Eroberungszug nach England, woraufhin König Æthelred in die Normandie floh und ihm die Macht überließ. Als Gabelbart 1014 nur wenige Monate nach seiner Krönung starb, verbündete Æthelred sich mit dem späteren norwegischen König Olaf Haraldsson und kehrte auf den Thron zurück. Knut, der Sohn Gabelbarts, beanspruchte den Thron jedoch ebenfalls für sich und segelte 1015 mit einer großen Flotte aus Dänemark nach England, wo er Edmund Ironside, den Sohn des während der Belagerung verstorbenen Æthelreds, besiegte.

### England unter Knut dem Großen
Knut der Große wurde 1016 zum König von England gekrönt und regierte ab 1018 England und Dänemark in Personalunion sowie weite Teile Norwegens und Südschwedens. England war damit Teil eines durch Seefahrt zusammengehaltenen Großreiches. Knuts Herrschaft über England stellte für das Land eine außerordentlich lange Friedensperiode dar. England erholte sich nach jahrzehntelangen Wikingerraubzügen und das Danegeld wurde abgeschafft. Knut heiratete Emma, die Witwe Æthelreds, und konvertierte zum Christentum. Die Christianisierung in Dänemark und im 1028 von Knut eroberten Norwegen begann mit angelsächsischen Priestern. Neben der Einbeziehung der Kirche in seine Herrschaftsstrukturen bemühte Knut sich um die Integration sowohl der Angelsachsen als auch der sesshaft gewordenen Dänen in seinem neugeschaffenen Nordseereich. Die Bevölkerungsgruppen wurden vom König weitgehend gleich behandelt, unterschieden sich aber durch die verschiedenen, jeweils für sie geltenden Rechtsordnungen, die sich aus germanischen Stammesverfassungen entwickelt hatten. Wichtigstes rechtliches Werkzeug des Königs war der Königsfriede, mit dem Ansiedlungen, Gutshöfe, Einrichtungen (beispielsweise Kirchen, Straßen oder Brücken) und Personengruppen (etwa die Juden) in den persönlichen Haushalt des Königs übernommen und damit geschützt wurden. Als zusätzliche Verwaltungsebene über den Shires richtete der selten in England anwesende König vier Earldoms (Wessex, Mercia, East Anglia und Northumbria) ein, die jeweils von einem Ealdorman verwaltet wurden. Bei politischen Entscheidungen holte er in der Regel den Rat der Großen des Landes ein.

### Die letzten angelsächsischen Könige
Nach dem Tode von Knuts Sohn Hardiknut zerbrach das englisch-dänische Großreich, und der normannische Einfluss in England wuchs zusehends. 1042 übernahm Hardiknuts Halbbruder Eduard der Bekenner, ein Sohn Æthelreds und Emmas, den englischen Thron. Durch seinen 25-jährigen Aufenthalt in der Normandie war Eduard den heimischen Verhältnissen entfremdet. Unter ihm kam es zu zwei Entwicklungen, die schnell Konflikte hervorriefen: Einerseits wuchs der Einfluss sowohl des alten angelsächsischen als auch des dänischen Hochadels, insbesondere der Earls der Herzogtümer, andererseits bevorzugte Eduard normannische Adlige an seinem Hof. Dies führte zu einem Konflikt zwischen dem eingesessenen Adel und den Normannen. Eduards Schwiegervater Godwin, Earl of Wessex stellte sich an die Spitze der Oppositionsbewegung gegen die Normannen. Zunächst besiegte Eduard Godwin und schickte ihn 1051 in die Verbannung. Ein Jahr später kam Godwin jedoch zurück und setzte sich schnell wieder als mächtigster Adliger des Landes durch. Eduard hatte bis zu diesem Zeitpunkt die neue Herrschaftsorganisation eingeführt, die die normannischen Könige später durchsetzen sollten, insbesondere mit der direkten königlichen Einsetzung von Klerikern auf Verwaltungsposten und Bischofsstühle nach dem Vorbild des ottonischen Reichskirchensystems. Als Godwin nach England zurückkehrte, begann Eduard sich zunehmend aus seinen Regierungsgeschäften zurückzuziehen und sich nur noch um den Bau von Westminster Abbey und seine persönlichen Glaubensübungen zu kümmern.

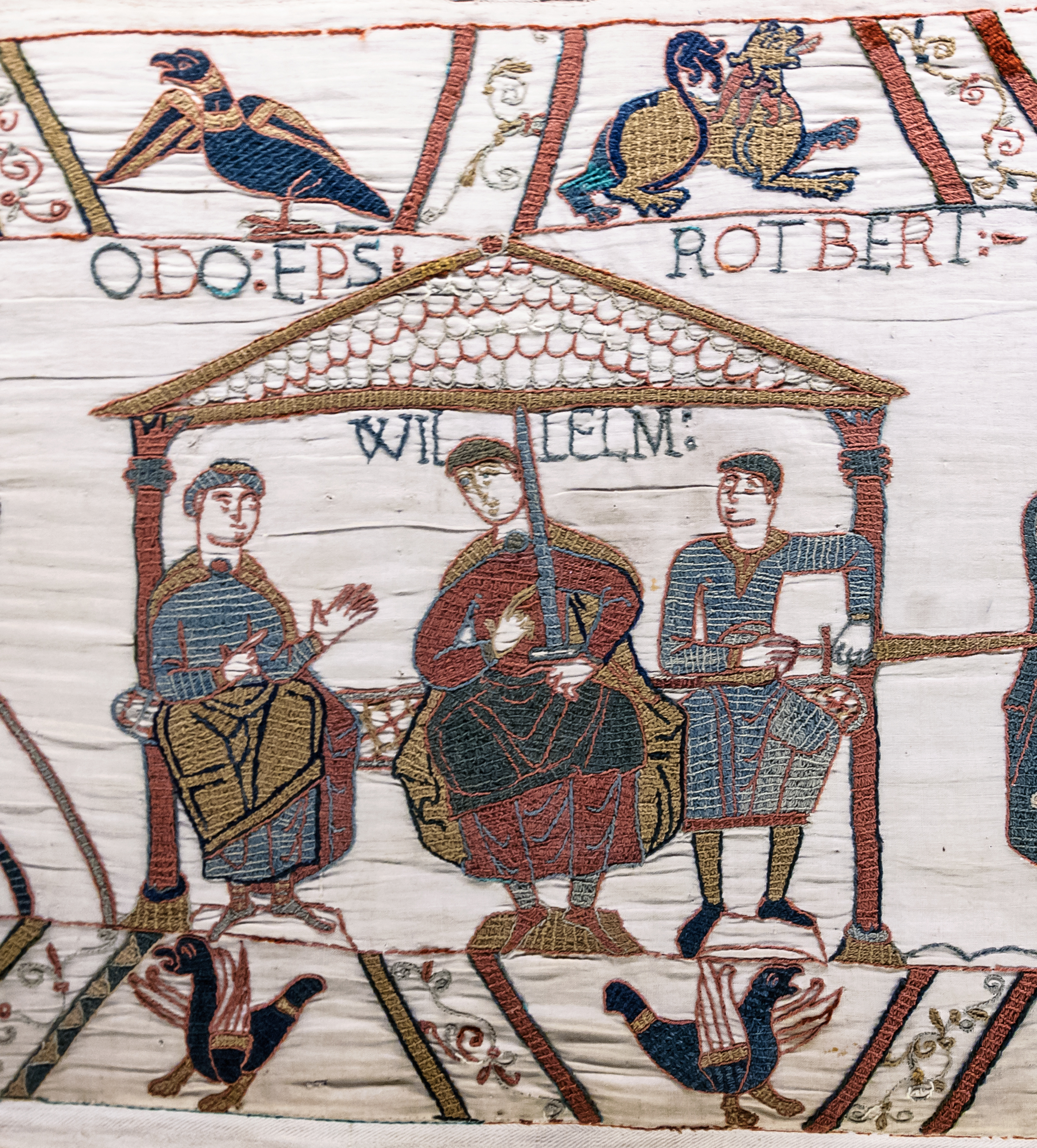
Wilhelm der Eroberer auf dem Teppich von Bayeux

Harold Godwinson, ein Sohn Godwins, erreichte, dass der kinderlose Eduard ihn zu seinem Nachfolger bestimmte. Damit war die Nachfolgefrage jedoch keineswegs geklärt. Harold war zwar die mächtigste politische Figur Englands und besaß nach eigenen Angaben die Zusage Eduards, dass er dessen Nachfolger werden sollte, doch war umstritten, ob diese Zusage wirklich erfolgt und ob sie rechtlich bindend war. Darüber hinaus war Harold nicht mit dem Königshaus verwandt. Auf verwandtschaftliche Legitimation konnten sich ein noch minderjähriger Urenkel Æthelreds, der in Ungarn lebte, und der Norwegerkönig Harald III. Hardråde als Enkel Knuts des Großen berufen. Wilhelm, Herzog der Normandie war über seine Großtante Emma zumindest entfernt mit dem angelsächsischen Königshaus verwandt. Zudem berief er sich auf einen umstrittenen Eid Harold Godwinsons, den dieser ihm geleistet habe, als er auf einer Reise in normannische Gefangenschaft geraten sei, und der Wilhelm die Thronfolge in England zugesichert habe.

Zeit- und Abstammungstafel der englischen Könige seit Wilhelm dem Eroberer.

Nach dem Tod Eduards 1066 wurde zunächst Harold Godwinson von den Großen des Reiches als neuer König anerkannt. Harald von Norwegen und Wilhelm von der Normandie begannen sofort nach der Wahl mit Vorbereitungen für Feldzüge nach England. Harald erreichte als Erster die Insel und landete mit 300 Langschiffen in Yorkshire. Bei der Schlacht von Stamford Bridge am 25. September 1066 schlug Harold diese Invasionsarmee zurück. Am Morgen des 28. September landeten die Normannen im Südwesten bei Pevensey. Harold musste sein von der Schlacht geschwächtes Heer in Eilmärschen dem neuen Angreifer entgegen führen. Am 14. Oktober 1066 unterlagen die englischen Truppen in der Schlacht von Hastings, bei der Harold und seine Brüder fielen. Danach stieß Wilhelm kaum noch auf Widerstand. Am Weihnachtstag 1066 wurde er in Westminster zum englischen König gekrönt.

## England im Hochmittelalter

### Aufbau der normannischen Herrschaft

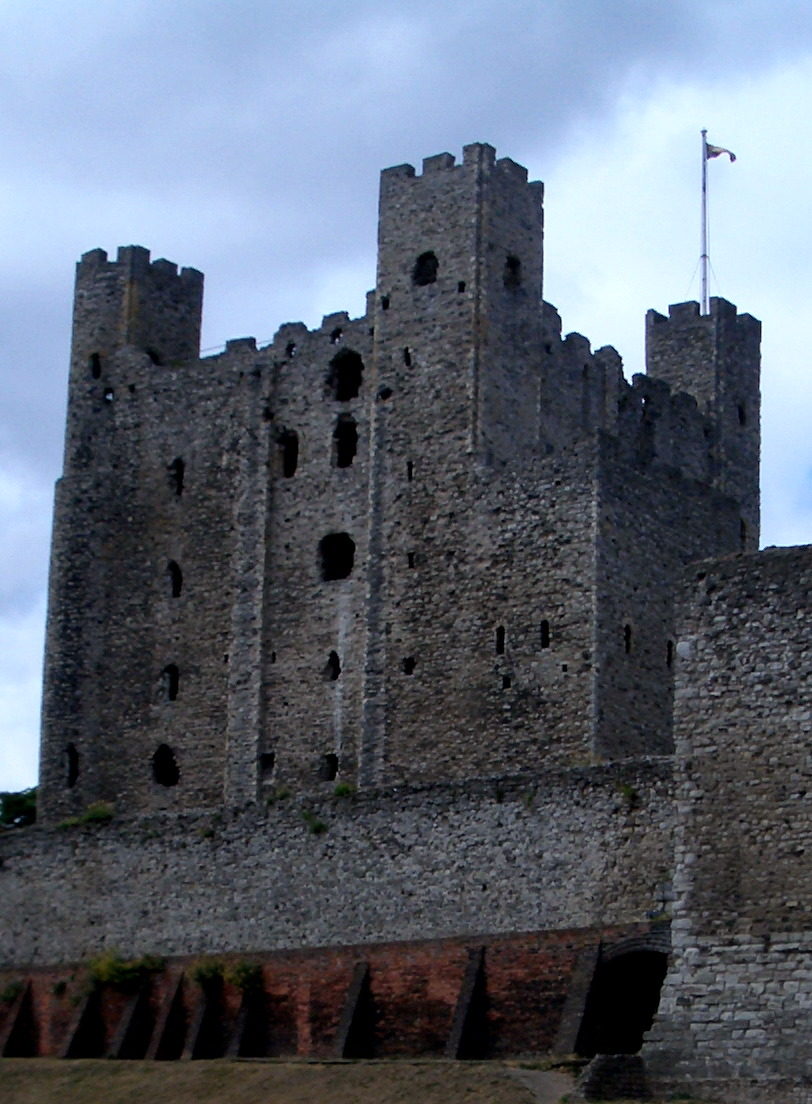
Rochester Keep, eine typische normannische Zwingburg

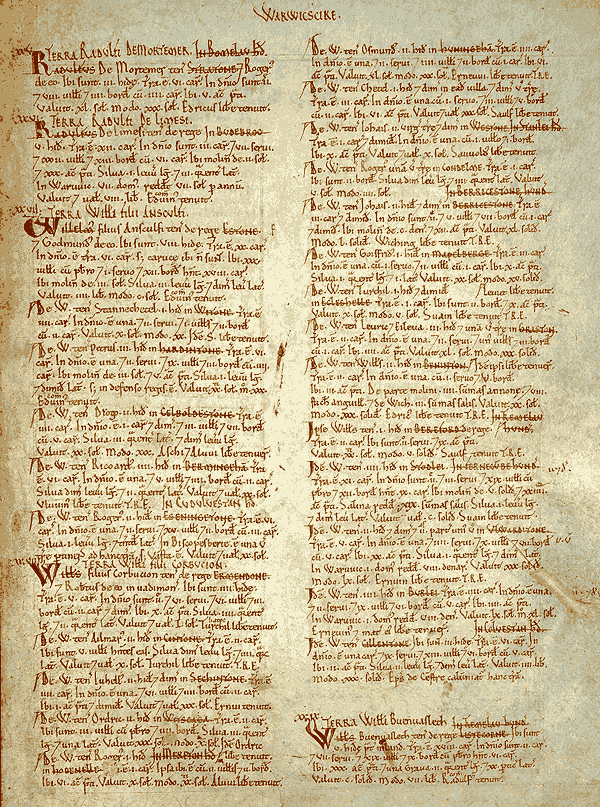
Seite des Domesday Books

Der Sieg Wilhelms führte zur Einführung des effektiven Lehnssystems der Normannen. Eine kleine normannische Oberschicht ersetzte den eingesessenen Adel fast vollständig. Wilhelm befahl die Erstellung des Domesday-Buches, welches Steuern der gesamten Bevölkerung, ihrer Ländereien und Besitztümer erfasste. Anders als in vielen anderen europäischen Ländern setzte sich mit Wilhelm das englische Königtum als alleiniges Zentrum des Feudalsystems durch. Letztlich befand sich der gesamte Grundbesitz auf der Insel in der Hand des Königs, der ihn an seine Lehnsnehmer weitergab, die wiederum ihnen untergeordnete Lehnsnehmer hatten. Grundherrschaft aus eigener Macht der Fürsten wie etwa im Heiligen Römischen Reich gab es nicht. Auch die Verwaltung Englands wurde von Wilhelm neu geregelt: Mit wenigen Ausnahmen wurden die Countys als neue, kleinere Gebiete eingeführt. An ihrer Spitze standen Earls oder Counts als königliche Lehnsnehmer. Darunter entstand aber eine weitere Schicht von Sheriffs als direkt dem König verantwortliche Beamte. Auch kirchliche Ämter wurden zunehmend von Normannen besetzt. Insgesamt führte die normannische Dominanz in der englischen Führungsschicht dazu, dass Anglonormannisch und Latein zu den dominierenden Sprachen wurden. Angelsächsisch wurde nur noch im einfachen Volk gesprochen. Im Rechtssystem machte sich der normannische Einfluss vor allem durch das neue Element der Geschworenengerichte bemerkbar sowie durch die klare Trennung der weltlichen und geistlichen Gerichtsbarkeit.

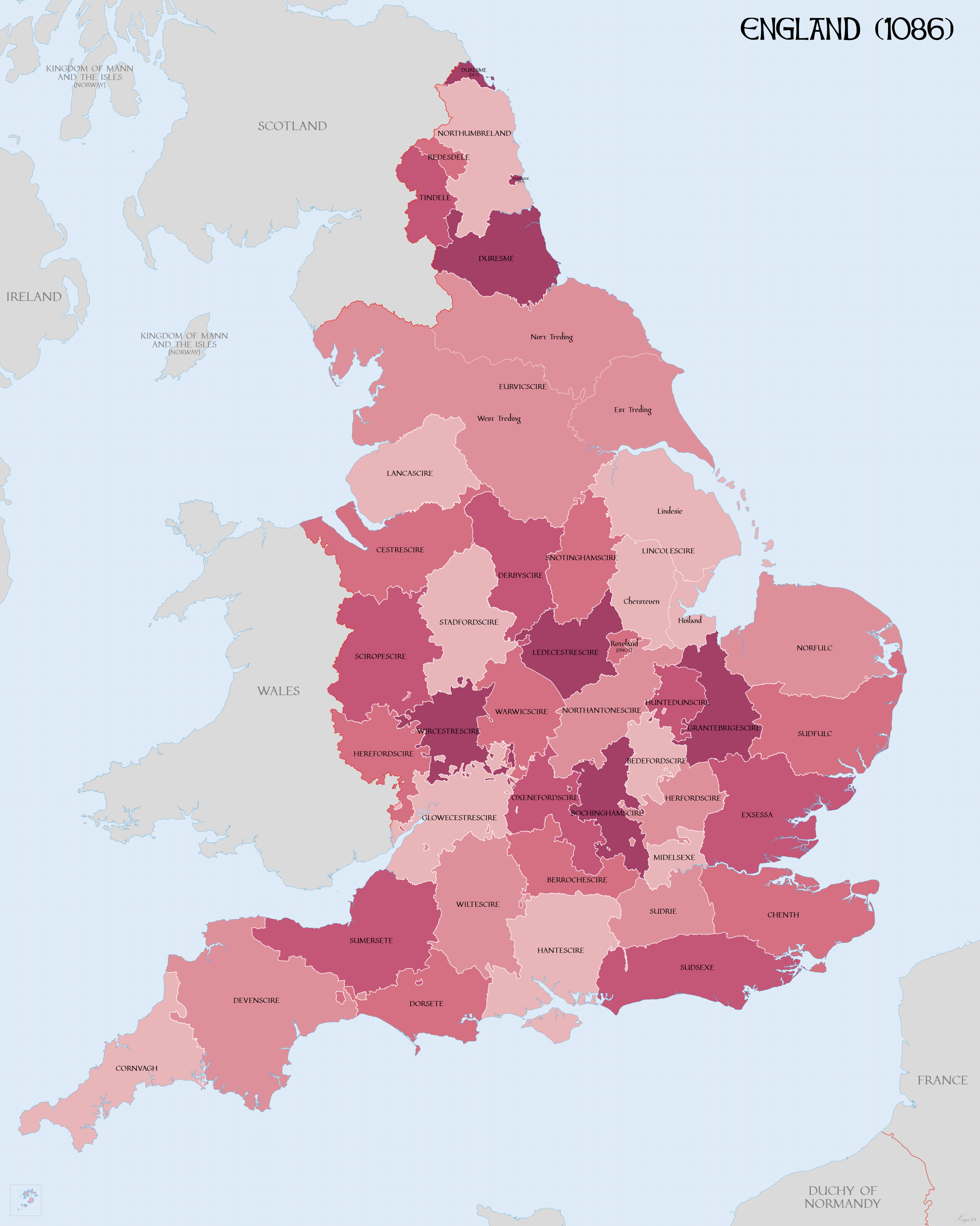
England im Jahr 1086 während der Entstehung des Domesday Books

Unter Wilhelms I. Söhnen kam es zu Auseinandersetzungen um das Erbe, aus denen schließlich Heinrich I. als Sieger und als Herrscher sowohl über England als auch über die Normandie hervorging. Im Jahre 1100 musste Heinrich zur Absicherung seiner Herrschaft dem Adel die Charter of Liberties, den Vorläufer der Magna Carta, zugestehen. Unter ihm wurde außerdem der Investiturstreit zwischen der englischen Krone und der katholischen Kirche ausgefochten, der mit der Regelung endete, dass die Kirche die Bischöfe mit geistlichen Vollmachten ausstatten durfte, sie aber zuvor zu Vasallen des Königs werden mussten. Bis zum Ende seiner Herrschaft richtete Heinrich mit dem Schatzamt (Lord High Treasurer), einem Verwaltungsgerichtshof und den Reiserichtern weitere Elemente einer zentralen Königsherrschaft ein. Der Verlust seines Sohnes William 1120 beim Untergang des „Weißen Schiffs“ leitete Auseinandersetzungen über die Nachfolge ein, die rund 20 Jahre andauern sollten.

### Bürgerkrieg und Dynastie Plantagenet
Die Herrschaft von Stephan I. (1135–1154), einem Neffen Heinrichs, war von zunehmenden Unruhen und dem Verfall der Königsherrschaft zu Gunsten des Adels geprägt. Heinrichs I. Tochter, Matilda, hatte zunächst den deutschen Kaiser Heinrich V. geheiratet und nach dessen Tod  Gottfried von Anjou. Zusammen mit ihm und ihrem Halbbruder Robert von Gloucester sowie einem Invasionsheer kehrte sie im Herbst 1139 auf die Insel zurück. Stephan wurde 1141 gefangen genommen. Matilda erklärte sich zur Königin, stieß aber schnell auf Ablehnung in der Bevölkerung und wurde aus London vertrieben. Aufstände und Bürgerkrieg dauerten an, bis Matilda 1148 in die Normandie zurückkehrte. Stephan regierte bis zu seinem Tod 1154 weiter, nachdem er 1153 unter dem Druck einer drohenden Invasion eine Übereinkunft mit Heinrich aus dem Haus Anjou-Plantagenet, dem Sohn Matildas und Gottfrieds und späteren Heinrich II. von England, getroffen hatte, die diesem die Nachfolge zusicherte.
Heinrich II. begründete mit seinem Herrschaftsantritt und der Heirat mit Eleonore von Aquitanien das Angevinische Reich, das neben England auch Teile Frankreichs und der Iberischen Halbinsel umfasste. Zugleich stand Heinrich dadurch aber als mächtigster Fürst Frankreichs im direkten Konflikt mit der französischen Krone, in den auch England hineingezogen wurde.

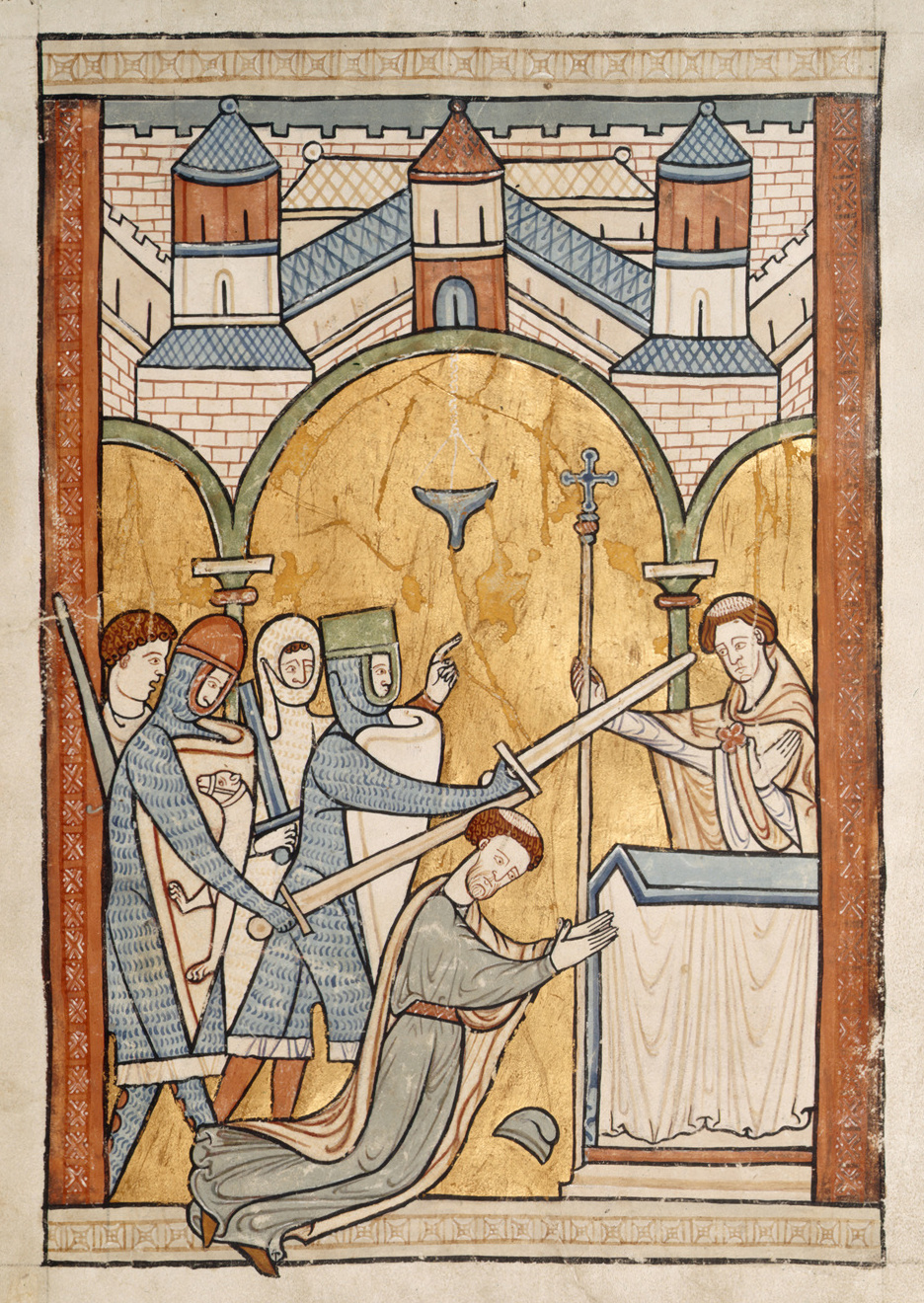
Die Ermordung Thomas Beckets

Unter seiner Herrschaft erstarkte das Königtum wieder, was sich vor allem im Ausbau der Rechtsordnung ausdrückte. Alle Freien erhielten das Recht, sich bei juristischen Streitfällen direkt an den König zu wenden, Selbsthilferechte des Adels wurden eingeschränkt. Um diese Neuerungen durchzusetzen, wurden verstärkt Reiserichter (Justice in Eyre) und Geschworenengerichte eingesetzt. Durch Burgenbau und das Aufstellen eines Söldnerheeres machte sich der König von seinen Rittern weitgehend unabhängig. Im Verhältnis zur Kirche setzte Heinrich sich nur teilweise durch: Die Konstitutionen von Clarendon wurden 1164 von ihm erlassen. Sie sollten die königliche Gerichtsbarkeit auch auf den Klerus ausdehnen, die Kirchengerichtsbarkeit einschränken und die Appellation englischer Priester an den Papst verbieten. Dies führte zum Widerstand des Kanzlers Thomas Becket, Erzbischof von Canterbury. 1170 wurde Becket (vermutlich auf „Anraten“ Heinrichs) ermordet. Die sofort einsetzende Märtyrer-Verehrung richtete sich auch gegen den König, der sich darauf öffentlich demütigen und das Appellationsverbot aufheben musste. 1169 rief ein irischer König englische Söldner zur Unterstützung bei internen Kämpfen ins Land und nahm Kontakt zu Heinrich auf. Nachdem die englischen Ritter schnell weite Teile der Nachbarinsel erobert hatten, begab sich Heinrich II. 1171 selbst nach Irland, um zu vermeiden, dass die Ritter dort zu eigenständig wurden. Auf der Synode von Cashel ließ sich Heinrich huldigen, wodurch Irland aus englischer Sicht zu einer der Krone unterworfenen Lordschaft wurde. Seit 1155 genoss zudem Heinrich durch die päpstliche Bulle „Laudabiliter“ des englischen Papstes Hadrian IV. das Recht, die Unterwerfung der irischen Kirche unter die römische Oberhoheit durchzusetzen.
Heinrich II. war es allerdings nicht gelungen, eine belastbare Erbregelung für sein Reich aufzustellen. Sein ältester Sohn Richard Löwenherz war bei Heinrichs Tod 1189 mit Feldzügen in Frankreich und dem Dritten Kreuzzug beschäftigt. Bei seiner Rückkehr aus dem Heiligen Land geriet er in die Gefangenschaft Kaiser Heinrichs VI. Insgesamt verbrachte er in zehn Jahren Herrschaft nur wenige Monate in England. Nachdem für Richards Freilassung 1194 ein hohes Lösegeld gezahlt worden und er in sein Reich zurückgekehrt war, kämpfte er erfolgreich gegen Philipp II. August von Frankreich, doch gelang es ihm nicht, alle Gebiete zurückzuerobern, die in der Zeit seiner Abwesenheit verloren gegangen waren. So begann ein Schrumpfungsprozess des Angevinischen Reiches. In den folgenden Jahren konzentrierte Richard sich auf die Auseinandersetzung mit dem aufständischen Adel in Aquitanien. Bei der Belagerung der Burg Châlus-Chabrol wurde er von einem Armbrustbolzen getroffen. Er starb am 6. April 1199.
Die Herrschaft übernahm sein Bruder Johann. Als dieser im Französisch-Englischen Krieg von 1202 bis 1214 einen noch weit größeren Teil seiner Festlandsbesitzungen verlor und sich auch in Auseinandersetzungen mit der Kirche nicht durchsetzen konnte, trotzte ihm der Adel eine Reihe von Zugeständnissen ab, die in der Magna Carta von 1215 festgelegt sind. Als Johann diese Zugeständnisse widerrief, kam es zum Ersten Krieg der Barone. Johann starb während des Krieges, der Regentschaftsrat für seinen minderjährigen Sohn Heinrich III. bestätigte wieder die Magna Carta. Dadurch konnte der Bürgerkrieg beendet werden und ein französisches Heer, das zur Unterstützung der Rebellen in England gelandet war, musste 1217 wieder England verlassen. Auch als Heinrich III. volljährig geworden war, bestätigte er mehrfach die Magna Carta, die dadurch eine Grundlage der englischen Politik wurde.

### Entstehung des englischen Parlamentarismus
Unter den schwachen Königen nach Heinrich II. zeigte sich die Stabilität des durch ihn geschaffenen Systems. Die Institutionen und der Adel hielten das Königreich England trotz der Abwesenheit des Herrschers und der häufigen Opposition gegen ihn aufrecht. England begann sich schon früh vom Personenverbandsstaat zu einer vergleichsweise modernen parlamentarischen Monarchie zu entwickeln. Unter Heinrich III. wuchs die Macht des Adels weiter: Zunächst führte ein Regentschaftsrat die Regierungsgeschäfte für den unmündigen König. Nachdem Heinrich selbst die Herrschaft angetreten hatte, überspannte er schnell seine Kräfte durch Engagements in Sizilien, im Reich und durch den ebenso erfolglosen Versuch, die französischen Gebiete zurückzuerobern. Zudem stieß der wachsende Einfluss französischer Hofadliger auf den Widerwillen des englischen Adels. Als der König, um finanzielle Unterstützung zu erhalten, 1258 eine Versammlung des Großen Rates, auch Parlament genannt, einberief, kam es zu einer Rebellion einer Gruppe von Magnaten. Sie forderten, dass der König in Zukunft die Zusammensetzung und Einberufung des Parlaments sowie den Aufbau seines ständigen Beraterkreises nicht mehr selbst bestimmen sollte. In den Provisions of Oxford und in den Provisions of Westminster wurde 1258 und 1259 unter anderem festgelegt, dass ein Magnaten-Ausschuss mit 15 Mitgliedern in Zukunft alle Regierungsgeschäfte überwachen sollte und der König verpflichtet war, dreimal im Jahr ein Parlament einzuberufen. Als Heinrich III. versuchte, die Provisions zu widerrufen, kam es 1264 zum Zweiten Krieg der Barone. Die Adelsopposition unter Heinrichs Schwager Simon V. de Montfort konnte den König zunächst schlagen und die Regierung übernehmen. Um weitere Unterstützung zu erlangen, berief Montfort Anfang 1265 De Montfort’s Parliament ein, zu dem auch Vertreter der Städte und des niederen Adels geladen wurden. Montfort verlor jedoch die Unterstützung eines Großteils der Magnaten, die ihn 1265 unter Führung des Thronfolgers Eduard in der Schlacht von Evesham entscheidend schlugen.
Eduard wurde bereits vor seinem Herrschaftsantritt 1274 zum wichtigsten Träger der königlichen Herrschaft in England. Er stärkte das Königtum, beließ aber sowohl die Magna Carta als auch die Provisionen von Westminster in Kraft. In Zusammenarbeit mit Parlament und Magnaten setzte er darüber hinaus eine umfassende Rechtsreform durch, die vor allem eine Abkehr vom germanischen Gewohnheitsrecht hin zu kodifizierten und verbindlichen Gesetzen bedeutete.

### Ausdehnung in die benachbarten Territorien
In zwei Feldzügen konnte Eduard I. von 1277 bis 1283 die walisischen Fürsten schlagen und das Land erobern. Anschließend leitete er durch Siedlungsgründungen und Burgenbau eine gezielte Anglisierung des Landes ein. Die eroberten Gebiete wurden nach englischem Vorbild in Grafschaften aufgeteilt und dem englischen Rechtssystem unterworfen. Walisische Aufstände konnten bis zu Beginn des 14. Jahrhunderts schnell niedergeworfen werden. In Schottland wurde Eduard zunächst als Schiedsrichter in einem Thronfolgestreit aktiv und versuchte den dortigen Adel über seinen Kandidaten in ein Vasallenverhältnis zur englischen Krone zu drängen. 1296 griff er direkt militärisch im nördlichen Nachbarreich ein, setzte den König John Balliol ab und beanspruchte selbst die schottische Krone. Es kam zu schottischem Widerstand und bis 1314 folgten mehrere wechselseitige Feldzüge, in denen sich keine Seite durchsetzte. 1314 gelang den Schotten in der Schlacht von Bannockburn ein entscheidender Sieg, worauf Schottland bis 1603 unabhängig blieb. 1169 hatten anglonormannische Adlige mit der Eroberung Irlands begonnen. Bis Mitte des 13. Jahrhunderts hatte sich eine dünne englische Adelsschicht als Herrscher über weite Teile der Insel ausgebreitet. Die herrschaftlichen Institutionen Englands sowie das fortschrittlichere Wirtschaftssystem waren weitgehend übernommen worden. Bereits 1172 hatte Heinrich II. jedoch seine Oberherrschaft über Irland durchgesetzt, das so als Lordschaft Irland den englischen Königen unterstand. Allerdings setzte bereits im Hochmittelalter ein gegenläufiger Prozess ein: Die englische Herrscherschicht nahm langsam die gälische Kultur an und vermischte sich mit der verbleibenden einheimischen Adelsschicht. Teilweise wurden niedere Adlige englischer Herkunft und englische Siedlungen sogar gälischen Herren gegenüber tributpflichtig. In den Strukturen des englischen Staatsrechts setzte sich das gälische Zivil- und Strafrecht zunehmend wieder durch. Bis zum Spätmittelalter kann man von einer tatsächlichen englischen Herrschaft nur noch in der Region unmittelbar um Dublin sprechen.

### Wirtschaft und Gesellschaft im Hochmittelalter
In der Zeit von der Mitte des 10. bis zur Mitte des 14. Jahrhunderts kam es schätzungsweise zu einer Verdreifachung der englischen Bevölkerung, vermutlich auf bis zu sechs Millionen Menschen. Diese Entwicklung hatte eine Reihe wirtschaftlicher und gesellschaftlicher Folgen: Der Ackerbau wurde mit der Einführung der Dreifelderwirtschaft und der Urbarmachung weiter Flächen intensiviert. Die Selbstversorgung mit Nahrungsmitteln gelang jedoch nur in klimatisch günstigen und politisch stabilen Zeiten. Häufig wurde Getreide importiert, ebenso in größeren Mengen Wein und Holz. Wichtigste Exportartikel waren Wolle, Eisen und Zinn. Der Fernhandel lag mehrheitlich in der Hand kontinentaleuropäischer und jüdischer Kaufleute. Es gab kaum englische Handelsschiffe.
Die normannische Eroberung zog eine Veränderung der Dorfstrukturen nach sich, indem sich ländliche Siedlungen zunehmend um die Herrenhäuser des Adels gruppierten und nicht mehr in genossenschaftlich aufgebauten Dörfern nach angelsächsischer Tradition. Vor allem auf wikingische Impulse ging das Wachstum von Städten zurück. Schnell bildeten sich jedoch auch außerhalb des Danelag große Siedlungen, die bald vom König den Status von Boroughs mit Selbstverwaltung und eigener Gerichtsbarkeit erhielten. Mit Ausnahme von London, das im Hochmittelalter rund 50.000 Einwohner hatte, blieben die englischen meist deutlich kleiner als kontinentale Städte. Der Hochadel wird für das Hochmittelalter auf rund 170 Familien geschätzt. Ihnen waren rund 5000 bis 6000 Ritter nachgeordnet, die wiederum die unfreien Bauern als Leibeigene hatten. Freie Bauern waren direkte Untertanen des Königs und genossen den Unfreien gegenüber rechtliche Privilegien. Da die Ritter im Verlauf des Mittelalters ihre Vasallendienste zunehmend durch Geldzahlungen ablösten, blieb ihnen zunehmend Zeit zur eigenen Bewirtschaftung eines Teils ihrer Güter, die dann nicht durch unfreie Bauern, sondern durch Landarbeiter auf den Rittergütern erfolgte. Eine Veränderung erlebte die Sozialstruktur, als 1290 alle Juden aus England ausgewiesen wurden.

### Geistesleben im Hochmittelalter
Nach der normannischen Eroberung orientierten sich Wissenschaft und Kunst in England an der Entwicklung in Frankreich mit ihren Zentren in Paris und an den nordfranzösischen Kathedralenschulen. Auch in England wurden Schulen zunächst in den Bischofsstädten gegründet, um die Kirche mit Nachwuchs an gebildeten Klerikern zu versorgen. Universitäten begannen kurz vor 1200 in Oxford und ab 1209 in Cambridge zu entstehen, zunächst als lose Zusammenschlüsse von Gelehrten und Studenten, kurz darauf gezielt von König und Kirche gefördert und kontrolliert und ab der Mitte des 13. Jahrhunderts auch mit festen Universitätsgebäuden. Die Universitäten waren um 1220 auch die ersten Zentren des Wirkens der neuen Bettelorden, der Dominikaner und Franziskaner, in England.
Sprachlich hatte die normannische Eroberung zu einer Zweiteilung geführt: Während die Oberschicht Anglonormannisch sprach, blieb Englisch die Sprache der Mehrheit. Nachdem die französischen Teile des Angevinischen Reiches verloren gegangen waren, setzten sich zunächst beim Landadel verschiedene mittelenglische Dialekte durch. Später dominierte der Dialekt der Region um London und wurde zum Ursprung der modernen englischen Sprache.

## England im Spätmittelalter

### Hundertjähriger Krieg

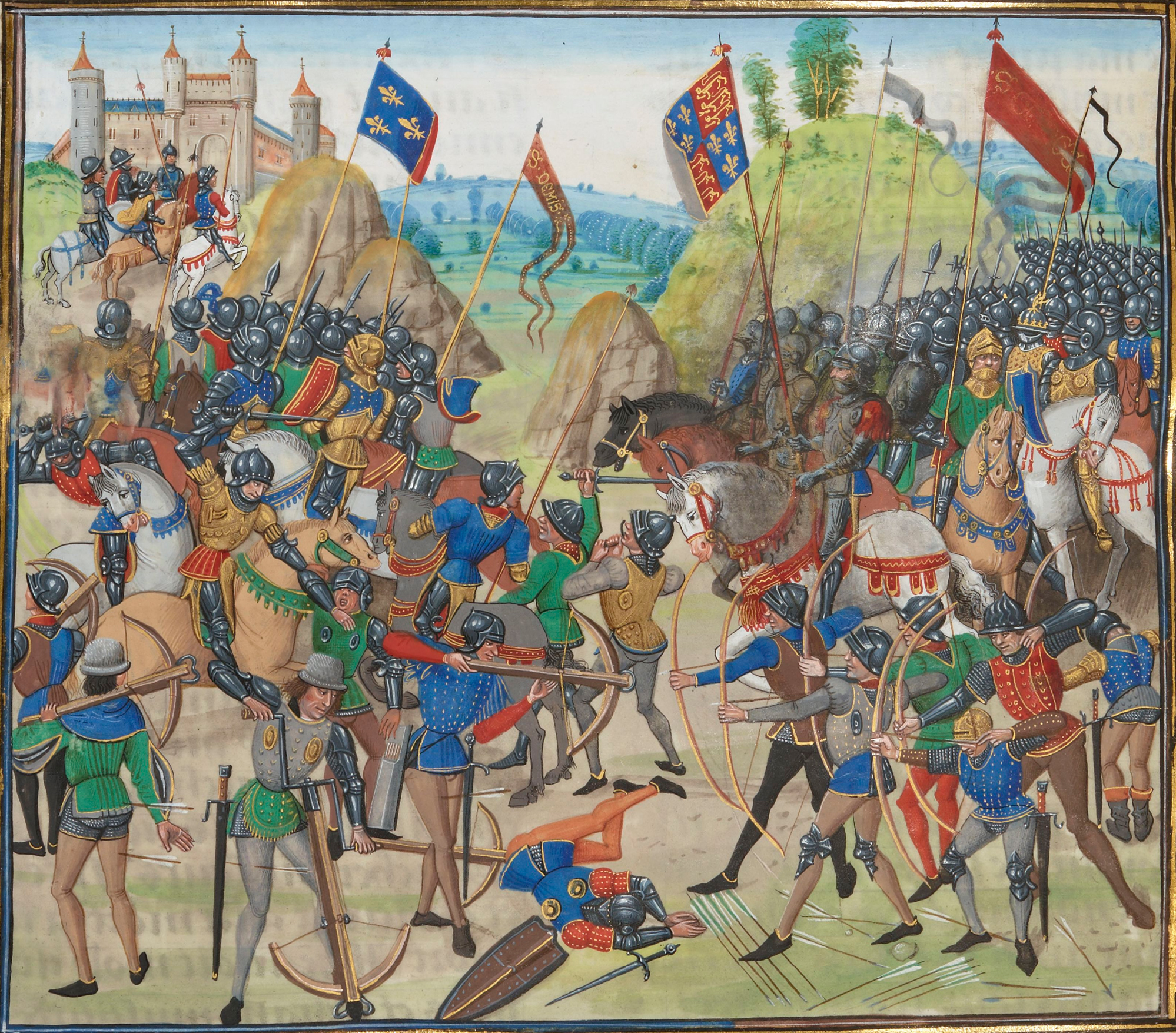
Darstellung der Schlacht von Crécy, rechts im Vordergrund englische Langbogenschützen

Das Erstarken des französischen Königtums führte dazu, dass Philipp VI. 1337 die Gascogne konfiszierte, weil der englische König Eduard III. seine Vasallenpflicht ihm gegenüber verletzt hatte. Eduard wollte den endgültigen Verlust der französischen Besitzungen nicht hinnehmen. Darüber hinaus war die Gascogne für den englischen Weinhandel von großer Bedeutung. Eine Rolle spielte auch die Tatsache, dass sich der geflohene schottische König David II. am französischen Hof aufhielt. Im Gegenzug zur Konfiskation erhob Eduard III. Anspruch auf den französischen Thron, was den Hundertjährigen Krieg auslöste. Nach einem Sieg in der Seeschlacht von Sluis (1340) landete Eduard mit vier auf breiter Front operierenden Heeren auf dem französischen Festland. Nach dem Sieg in der Schlacht von Crécy-en-Ponthieu (1346) und der Eroberung von Calais durch die Engländer musste der französische König einen Waffenstillstand eingehen. Der neue Beginn der Kämpfe 1355 und ein weiterer englischer Sieg unter der Führung des „Schwarzen Prinzen“ 1356 in der Schlacht bei Maupertuis zogen eine tiefe Krise Frankreichs nach sich. Im Frieden von Brétigny sicherte sich Eduard III. 1360 große Gebietsgewinne in Frankreich.
Danach setzte eine Phase militärischer Misserfolge für die Engländer ein. Zudem belastete die gesamte Kriegsführung die Staatskasse immer mehr und auch die katastrophalen Folgen der ersten Pestwelle von 1348 erschütterten die englische Wirtschaft schwer. Die schwierige militärische Lage bei gleichzeitiger Wirtschaftskrise und Kämpfermangel stürzte die Krone in erhebliche Finanzschwierigkeiten. Der Geldmangel konnte nur mit neuen Steuern beseitigt werden, die die Parlamente dem König auch gewährten. Als Gegenleistung erhielten sie ein Bewilligungsrecht für alle zukünftigen Steuererhebungen. Damit bekamen die Parlamente ihr über Jahrhunderte hinweg entscheidendes Machtmittel dem König gegenüber in die Hand. Darüber hinaus setzten sie die Abschaffung der Reiserichter und damit einer Kontrollinstanz durch, die durch die stationären Friedensrichter ersetzt wurden. 1376 setzte das „Gute Parlament“ erstmals in Zusammenarbeit von Commons und Lords eine Umgestaltung des königlichen Beraterkreises durch. 1383 scheiterte ein Feldzug Richards II. nach Flandern. Darauf folgte bis 1415 eine Phase fortgesetzter Waffenstillstände, in denen der Hundertjährige Krieg weitgehend ruhte.
Richard II. hatte in der Spätphase seiner Herrschaft mit Aufständen zu kämpfen. Als er sich auf einem Feldzug gegen den aufständischen späteren Heinrich IV. in Irland befand, formierte sich in Nordengland unter der Führung des Erzbischofs von Canterbury eine bewaffnete Opposition. Nach seiner Rückkehr wurde Richard 1399 in England von Heinrich gefangen gesetzt, im Londoner Tower eingekerkert und zur Abdankung gezwungen. Das Parlament sanktionierte dieses Vorgehen und sprach Heinrich die Krone zu. Damit hatte es eine bis dahin einmalige Machtfülle erreicht.

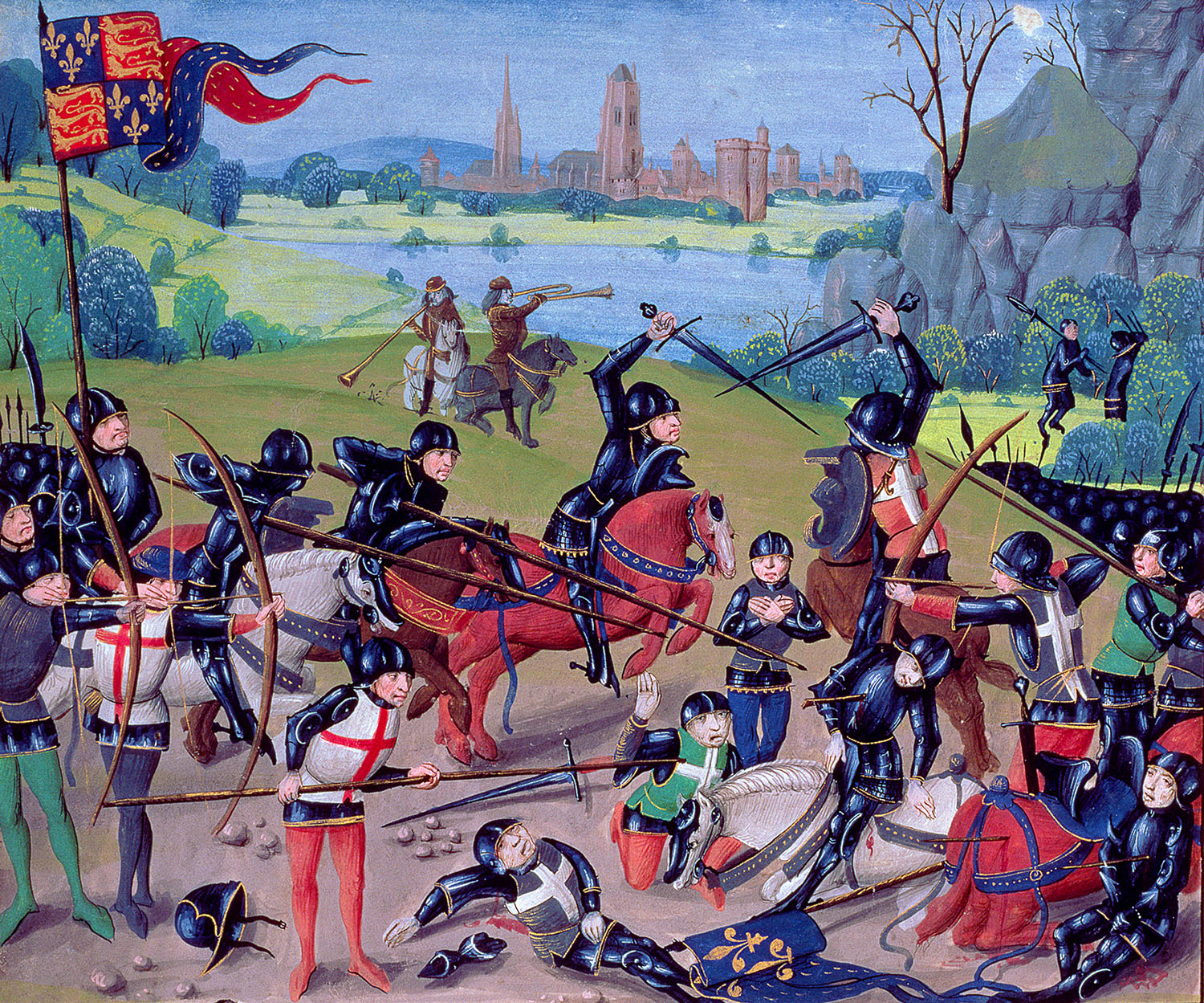
Die Schlacht von Agincourt (franz. Azincourt) in einer zeitgenössischen Darstellung

1415 nutzte der Sohn Heinrichs IV., Heinrich V., Thronfolgeunruhen in Frankreich, um erneut militärisch auf dem Kontinent aktiv zu werden. In der Schlacht von Azincourt erzielte er einen überragenden Sieg, eroberte bis 1419 die gesamte Normandie und schloss ein Bündnis mit Burgund. Nach dem Tod Heinrichs V. 1422 flammte der Krieg erst 1428 wieder auf. Jeanne d’Arc entwickelte sich auf französischer Seite zur charismatischen Führungsfigur, zudem zerbrach das englisch-burgundische Bündnis. Es folgte eine Reihe französischer Erfolge, die 1453 in der Schlacht bei Castillon mit der Eroberung Bordeaux’ gekrönt wurden. Damit war der Hundertjährige Krieg beendet, und England verlor bis auf Calais seine festländischen Besitzungen.

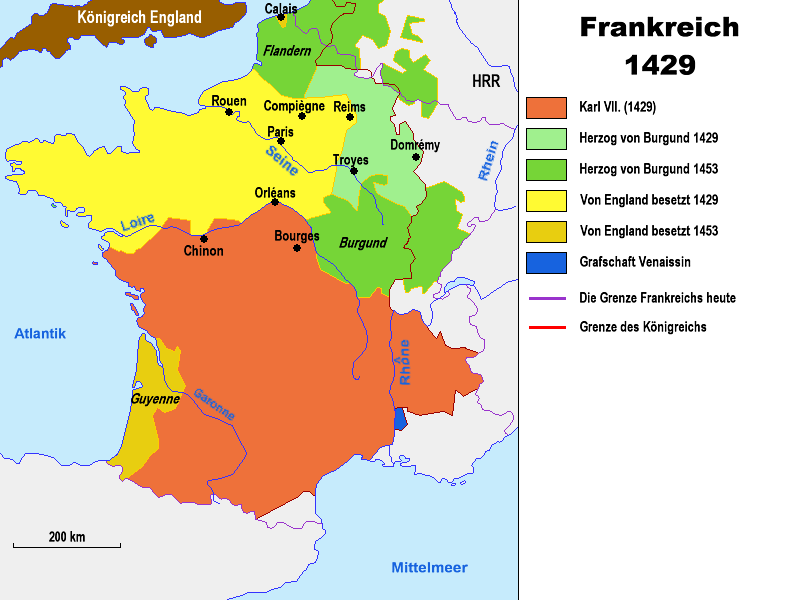
Frankreich 1429 bis 1453

In der Kirchenpolitik lässt sich in der Zeit des Krieges mit Frankreich eine zunehmende Distanzierung der englischen Kirche von dem durch das Schisma geschwächten Papsttum ausmachen. In mehreren Statuten aus der zweiten Hälfte des 14. Jahrhunderts errang die Krone die Kontrolle über das Pfründewesen und schränkte die Möglichkeiten zur Appellation nach Rom ein. Schließlich wurden die Kleriker dem König steuerpflichtig. Dennoch verschwand der päpstliche Einfluss nicht ganz. Eine geistliche Herausforderung entstand mit der vorreformatorischen Lollarden-Bewegung des John Wycliff, die ein mystisches Christentum mit allgemeinem Priestertum propagierte. Ab 1380 gewann Wycliff Unterstützer in Parlaments- und Adelskreisen. Darüber hinaus entwickelten sich im Umfeld der Lollarden 1381, 1414 und 1431 Bauernaufstände.

### Rosenkriege

Die weiße Rose des Hauses York

Die Absetzung Richards II. durch den späteren Heinrich IV. und die Misserfolge im Hundertjährigen Krieg waren die Gründe für den Ausbruch der Rosenkriege. Bei ihnen handelte es sich um einen Machtkampf um die englische Krone, der zwischen dem Haus von Lancaster, dessen Wappen eine rote Rose enthielt, und dem Haus von York, welches eine weiße Rose im Wappen führte, ausgetragen wurde. Gesellschaftliche und wirtschaftliche Gründe waren das Vorhandensein großer Armeen nach dem Hundertjährigen Krieg, die keine Betätigungsfelder außerhalb Englands mehr hatten, sowie die Folgen der Pest.

Die rote Rose des Hauses Lancaster

Die Usurpation Heinrichs IV. hatte beträchtliche Unsicherheit über die Erbfolge des englischen Throns hinterlassen. Die Regentschaft von Heinrich VI. schwächte dann, wegen seiner Minderjährigkeit und später wegen geistiger Krankheiten, die Königsherrschaft weiter. In dieser Lage beanspruchten York und Lancaster, beide mit den Plantagenets verwandt, die Herrschaft. Nach wechselvollen Kämpfen ließ sich Eduard von York 1461 als Eduard IV. krönen. Bis 1471 hatte er sich auch militärisch durchgesetzt, worauf er Heinrich VI. ermorden ließ. Ein erfolgreicher Feldzug nach Frankreich sicherte 1475 Eduards Herrschaft auch finanziell. Die Rosenkriege flammten 1483 noch einmal auf, als Eduards Bruder Richard III. seine Neffen, die Thronerben, gefangensetzen und vermutlich auch ermorden ließ und sich selbst zum König erklärte. Darauf kam es zu Aufständen in England, die sich der nach Frankreich geflohene letzte Lancaster-Erbe Heinrich Tudor zu Nutze machte. In der Schlacht von Bosworth Field 1485, wurde Richard III. erschlagen. Heinrich Tudor wurde als Heinrich VII. zum neuen König, heiratete 1486 Elisabeth von York, die Tochter des toten Eduard des IV und vereinte dadurch die beiden verfeindeten Häuser. Damit leitete er eine Phase der Stabilität der englischen Krone ein.

### Letzte Erhebung der Waliser
Zuvor war es ab 1400 zu einer Rebellion in Wales gekommen, in der sich der Waliser Owain Glyndŵr zum Fürsten von Wales erklärte und weite Teile des Landes unter seine Kontrolle brachte. Erst nach mehreren Feldzügen gelang es Prinz Henry (dem späteren Heinrich V.) bis 1409, Wales zurückzuerobern und bis 1412 die Rebellion endgültig niederzuschlagen. Dieser Versuch, die englische Herrschaft abzuschütteln, war die letzte größere Erhebung der Waliser. 1497 führte Michael An Gof Rebellen aus Cornwall in einem Marsch auf London. In einem Kampf am Fluss Ravensbourne in der Schlacht von Deptford Bridge, kämpften An Gof und seine Männer am 17. Juni 1497 für die Unabhängigkeit von Cornwall, wurden aber besiegt. Dieser Kampf war die letzte größere Rebellion bis zum Bürgerkrieg.

### Wirtschaft und Gesellschaft im Spätmittelalter

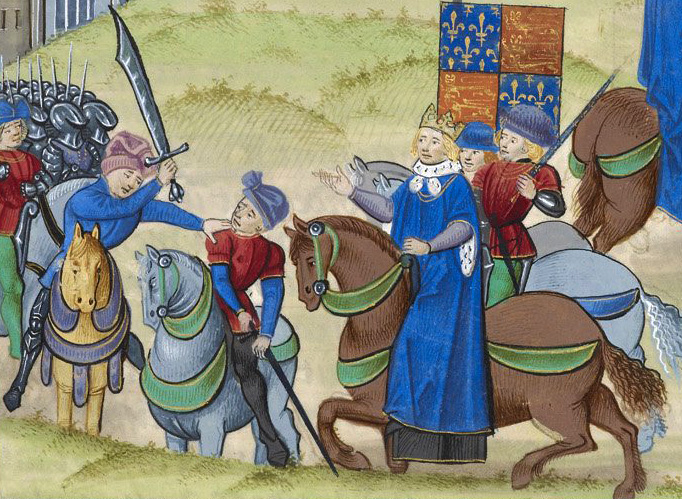
Wat Tylers Tod durch den Bürgermeister von London, William Walworth, unter den Augen von Richard II.

Nach der Wachstumsphase des Früh- und Hochmittelalters prägte im Spätmittelalter die Pest die Entwicklung in England. Nach zwei schweren Pestschüben 1348 und 1361/62 kam es zu mehreren kleinen Ausbrüchen der Seuche, die die Bevölkerung in etwa halbierten. Diese Entwicklung zog einen verbreiteten Arbeitskräftemangel nach sich, von dem nach einer anfänglichen schweren Wirtschaftskrise vor allem die überlebende Landbevölkerung profitierte: Landarbeiter erhielten höhere Löhne, freie Bauern kauften das frei gewordene Land und stiegen teilweise zu Großbauern (Yeomen) auf. Die Konkurrenz durch selbst bewirtschaftete Güter der Adligen ging zurück, da diese sich angesichts der steigenden Löhne aus der Landwirtschaft zurückzogen und sich vom Ackerbau ab- und der Schafzucht zuwendeten. Zwar gerieten auch einige kleinere freie Bauern neu in die Abhängigkeit, doch erhielt die Mehrheit der Unfreien von ihren Herren weitergehende Rechte, die zunehmend auch schriftlich fixiert und damit gerichtlich einklagbar wurden. Bis zum Ende des Mittelalters war die Leibeigenschaft dadurch weitgehend verschwunden. Insgesamt wuchs das Standesbewusstsein der Landbevölkerung, was sich am deutlichsten im Bauernaufstand von 1381 um Wat Tyler ausdrückte. Auf den Adel hatte insbesondere die erste, erfolgreiche Phase des Hundertjährigen Krieges grundlegende Auswirkungen. Das klassische Vasallenverhältnis wandelte sich zu Vertragsbeziehungen, bei denen die Krone oder Hochadlige sich mit lebenslangen Unterhaltszahlungen die militärischen Dienste des Landadels erkaufte. Dies steigerte einerseits die Fähigkeit der Krone zu lang anhaltenden Kriegszügen, stellte aber andererseits den Magnaten schlagkräftige Privatarmeen zur Verfügung.
Nachdem die großen Pestzüge vorbei waren, beschleunigte sich die Entwicklung der Städte, allen voran London. Erstmals entstand eine größere Schicht einheimischer Fernkaufleute. London profitierte vor allem von seiner ab dem 13. Jahrhundert feststehenden Funktion als Königssitz. Zur Versorgung des Hofes erhielten Händler- und Handwerkergilden Privilegien. Der Geldbedarf des Königs legte den Grundstein für das Londoner Bankenwesen. Die Eroberungen in der Frühphase des Hundertjährigen Krieges steigerten die in England im Umlauf befindliche Geldmenge, so dass sich die Geldwirtschaft in der zweiten Hälfte des 14. Jahrhunderts endgültig durchsetzte.
Parallel zum Ausbau der Schafzucht und des Fernhandels wurde die Rohwolle verstärkt im Land zu Tuch weiterverarbeitet, was eine größere Wertschöpfung und gut bezahlte Arbeitsplätze für die Landbewohner nach sich zog.

## Tudor-Epoche

### Konsolidierung der Tudor-Herrschaft
Spätestens mit der Geburt seines Sohnes Arthur am 19. September 1486 war die Position Heinrichs VII. als König weitgehend stabil. In den folgenden Jahren bemühte er sich vor allem, das Aufstandpotenzial unter den verbliebenen Anhängern des Hauses York zu bekämpfen und die königlichen Finanzen zu stabilisieren. Dazu schuf er eine Reihe von Ämtern, deren Inhaber Gebühren abzutreten hatten. Besondere Steuern, die ein Parlament hätte bewilligen müssen, nahm er nur selten in Anspruch, um die Abhängigkeit von der Versammlung klein zu halten. Den Einfluss der großen Adelshäuser drängte Heinrich in der Endphase seiner Herrschaft durch die Einrichtung des Council of the North und des Council of Wales zurück. Diese beiden Versammlungen bezogen jeweils unter dem Vorsitz eines Bischofs nicht nur die Magnaten, sondern auch den niederen Landadel in die politischen Entscheidungen über die jeweilige Region ein. Darüber hinaus richtete Heinrich VII. weitere Beratergremien ein, in denen nicht mehr die Magnaten dominierten, sondern zum Teil auch Mitglieder des Bürgertums einflussreich wurden.

### Erste Regierungsjahre Heinrichs VIII.

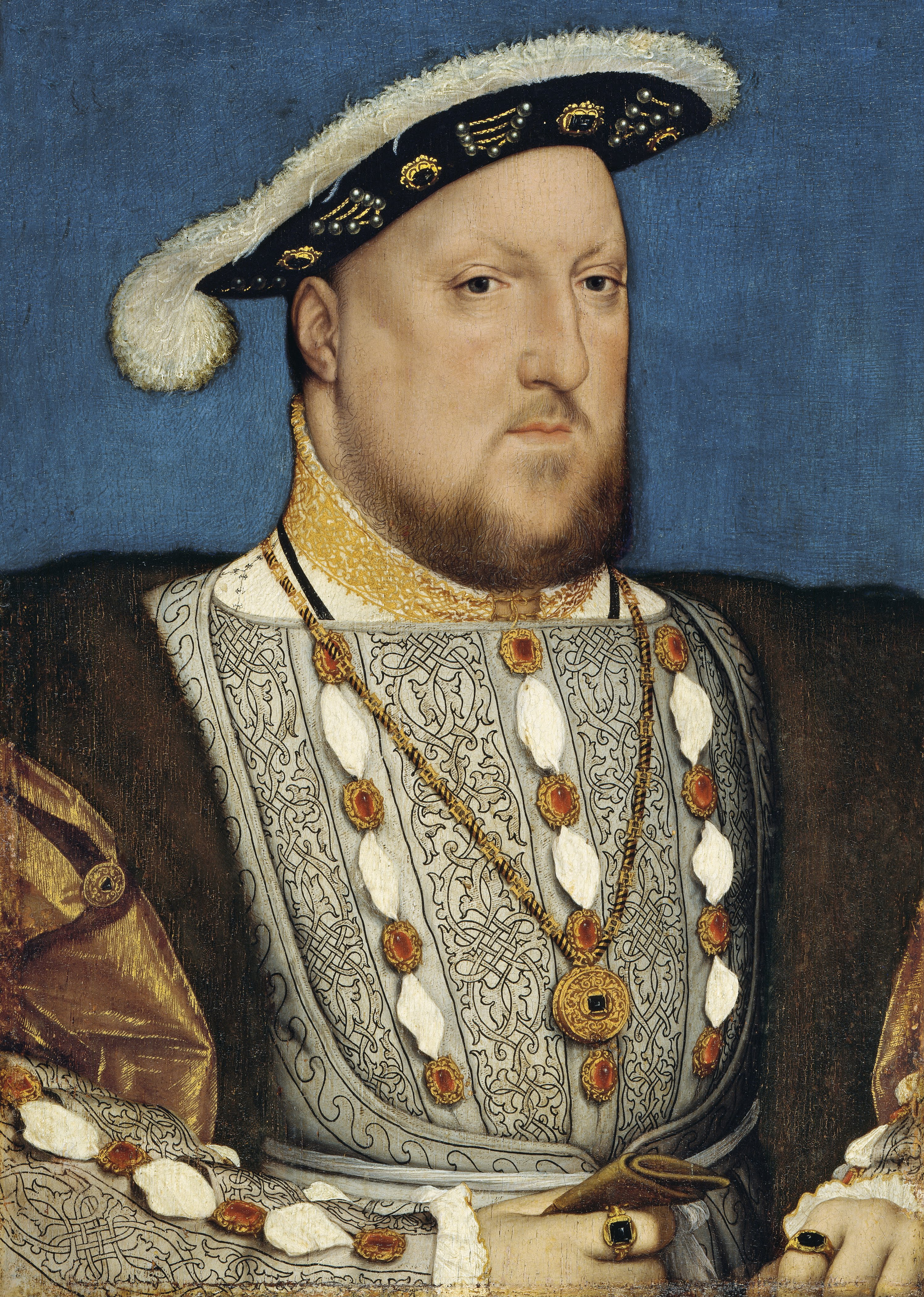
Heinrich VIII. von England

Sein Sohn, König Heinrich VIII., versuchte noch einmal, die Festlandsgebiete zurückzuerobern. Die Feldzüge in Frankreich brachten jedoch keine dauerhaften Erfolge. Lediglich 1513 gelang mit einem überproportionalen militärischen Aufwand die Eroberung von Thérouanne und Tournai. Diesen Feldzug nutzte Jakob IV. von Schottland, um in Nordengland einzufallen. Sein zahlenmäßig überlegenes Heer wurde von den englischen Verteidigern in der Schlacht von Flodden Field geschlagen, bei der auch der König fiel. Sein Sohn Jakob V. war minderjährig und so übernahm seine Mutter Margaret Tudor, eine Schwester Heinrichs VIII., die Regentschaft, was dem englischen König großen Einfluss in Schottland sicherte. Abgesehen von seinen Feldzügen kümmerte sich Heinrich VIII. allerdings wenig um Politik. Dieses Feld überließ er weitgehend seinem Berater Thomas Wolsey. Der Mann von einfacher bürgerlicher Herkunft wurde zu einem der mächtigsten Männer Englands, stürzte aber 1529 über seine gescheiterten Versuche, bei den Auseinandersetzungen zwischen dem Habsburgerreich und Frankreich als Schiedsrichter aufzutreten sowie eine Scheidung der königlichen Ehe zu erreichen.
Im Verlauf der ersten Herrschaftsjahre Heinrichs VIII. rückte die Frage nach der Thronfolge und damit nach der Ehe des Königs in das Zentrum der Politik. Mit Katharina von Aragón, die zuvor mit Heinrichs verstorbenem Bruder verheiratet gewesen war, hatte er nur die 1516 geborene Maria als Kind. Mehrere Fehlgeburten folgten. Ein fehlender Thronerbe hätte aber katastrophale Folgen für das Fortbestehen der Tudor-Dynastie gehabt. In dieser Lage lernte Heinrich Anne Boleyn kennen, die sich aber nicht mit der Position der Mätresse bescheiden wollte, sondern verlangte, dass sie Königin würde. Verhandlungen mit dem Papst über eine Scheidung Heinrichs von Katharina begannen. Sie blieben jedoch weitgehend erfolglos, vor allem auf Betreiben von Kaiser Karl V., einem Neffen Katharinas. Über diesen Misserfolg stürzte Wolsey endgültig. Sein Nachfolger als Kanzler wurde Thomas More, der sich aber weigerte, die Scheidungsverhandlungen weiterzuführen.

### Bruch mit Rom
Zugleich wurde in dieser Zeit in der Bevölkerung die Unzufriedenheit mit der katholischen Kirche immer größer. Vor allem die Einnahmen der Kleriker aus Pfründen und die oft mangelhafte Seelsorge in den Gemeinden lösten wachsende Empörung aus. Im Herbst 1529 formulierten in einem Parlament vor allem Londoner Kaufleute und Juristen die Kritik an der Kirche in einer bis dahin unbekannten Schärfe. 1530 erhob der König Anklage gegen den gesamten englischen Klerus wegen angeblicher Verstöße gegen das Kirchenrecht. Im Januar 1531 zwang Heinrich VIII. die englische Bischofsversammlung, die Hoheit des Königs über das Kirchenrecht zu akzeptieren. Darüber hinaus forderte der König die Abschaffung des Rechts zur Appellation an den Papst, was ihm nicht nur freie Hand bei seiner Scheidung verschafft, sondern die englische Kirche weitgehend dem Zugriff Roms entzogen hätte. Außerdem sollte der Erzbischof von Canterbury als höchster Kleriker in England anerkannt werden, eine Stellung, die er zuvor gemeinsam mit dem Erzbischof von York innehatte. Den theoretischen Unterbau für diese Ansprüche bildete der in der Forschung so genannte Caesaropapismus, der dem weltlichen Herrscher auch die Hoheit über die Kirche in seinem Territorium zusprach. Diese Machtposition wollte Heinrich VIII. erreichen. Unterstützung bekam er vom Erzbischof von Canterbury, Thomas Cranmer. Im Januar 1533 erklärte Anne Boleyn, dass sie von Heinrich VIII. schwanger sei. Cranmer traute die beiden daraufhin sofort. Im Mai erklärte ein von ihm dominiertes Gericht die Ehe zwischen Heinrich und Katharina für ungültig, was bedeutete, dass die Tochter Maria unehelich und damit nicht erbberechtigt sei. Der Papst annullierte das Urteil und exkommunizierte Cranmer und den König. In dieser Lage kam am 7. September 1533 Elisabeth, die Tochter Heinrichs und Anne Boleyns, zur Welt.
Mit der Suprematsakte legten König und Parlament 1534 endgültig die Unabhängigkeit der englischen Kirche von Rom und die Stellung des Königs als ihr Oberhaupt fest. Darüber hinaus wurden zahlreiche, vor allem juristische, Sonderrechte des Klerus abgeschafft. Dies war die Geburtsstunde der Anglikanischen Kirche. In den folgenden Jahren wurden, vor allem auf Betreiben des Generalvikars Thomas Cromwell, zahlreiche Verordnungen erlassen, die auch in Liturgie und Kirchenlehre eingriffen. Das Vorgehen des Königs löste erheblichen Widerstand aus. So lehnten die Mönchsorden die Lösung von Rom und die Scheidung des Königs ab. Heinrich VIII. ließ darauf bis 1540 sämtliche Ordensniederlassungen auflösen. Die Ländereien der Orden sowie ein Großteil des Landbesitzes der Weltkirche ging in den folgenden Jahren unentgeltlich an die Krone und nachfolgend zu Schleuderpreisen an verdiente Gefolgsleute aus dem Kleinadel (Gentry) und an vermögende Großbauern (yeomanry). Damit schuf sich Heinrich VIII. für die Zukunft eine bedingungslos ihn gegenüber der Kirche unterstützende Führungselite, welche selber ein starkes Interesse am Erhalt der erlangten Vermögensvorteile und des damit verbundenen gesellschaftlichen Aufstiegs hatte. Die Machtbasis der englischen Krone erfuhr damit deutliche wirtschaftliche sowie politische Verstärkung und Festigung. Zahlreiche hochrangige Kleriker weigerten sich, die Suprematsakte per Eid anzuerkennen, unter ihnen auch Kanzler Thomas More, der dafür 1535 hingerichtet wurde. 1536 formierte sich in Nordengland unter der Führung des Juristen Robert Aske die Pilgrimage of Grace, ein bewaffneter Pilgerzug mit schätzungsweise 35.000 Mitgliedern. Heinrich sagte zu, dass er über die Forderungen der Pilger verhandeln werde, die weit über den Protest gegen die königliche Kirchenpolitik hinausgingen. Auf diese Versprechen hin löste sich der Zug auf, worauf der König den Anführern den Prozess machen ließ.
Mit dem kirchenpolitischen Machtgewinn war das drängendste Problem Heinrichs VIII. nicht gelöst: das Fehlen eines männlichen Erben. Im Mai 1536 ließ er Anne Boleyn hinrichten, offiziell wegen mehrfachen Ehebruchs. Wenige Tage darauf heiratete der König die Hofdame Jane Seymour. Sie brachte am 12. Oktober 1537 den Thronfolger Eduard zur Welt und starb im Kindbett. Bei der Suche nach einer neuen Frau für den König spielte die gesamteuropäische Religionspolitik eine zentrale Rolle. Thomas Cromwell machte sich für ein Bündnis mit den protestantischen Kräften im Reich stark und vermittelte eine Ehe Heinrichs mit Anna von Kleve. Als die Braut in England ankam, war der König angesichts ihrer reizlosen Erscheinung entsetzt, ging aber aus Bündnisgründen die Ehe ein. Allerdings fiel Cromwell dadurch in Ungnade und wurde am 28. Juli 1540 wegen Verrats und Ketzerei hingerichtet. Eine Hofpartei hatte sich bereits zuvor gegen Cromwell für ein Bündnis mit Frankreich eingesetzt. Sie brachte nun entsprechende Verhandlungen auf den Weg und führte Heinrich die attraktive Catherine Howard zu. Die Ehe mit Anna von Kleve wurde umgehend geschieden, und Heinrich heiratete am Tag der Hinrichtung Cromwells Catherine.
Gleichzeitig ging Heinrich VIII. militärisch gegen das mit Frankreich verbündete Schottland vor. In der Schlacht von Solway Moss schlug 1542 ein englisches Heer die schottischen Truppen vernichtend. Vermutlich aus Schrecken über diese Nachricht starb der schottische König Jakob V. 1543 startete Heinrich von Calais aus einen Feldzug gegen Frankreich, der mit einem großen militärischen Aufgebot lediglich die Eroberung Boulognes zur Folge hatte und damit eine strategische Niederlage war. Am 28. Januar 1547 starb Heinrich VIII.

### Eingliederung von Wales
Heinrich VIII. gliederte als König von England 1534–1542 das Fürstentum Wales ein, das damit seine Unabhängigkeit endgültig verlor. Da das englische Recht und die englische Sprache als Amtssprache von nun galt, wurden die walisisch sprechenden Einheimischen unter anderem von öffentlichen Ämtern ferngehalten.

### Krise der Tudors
Die Regierungsgeschäfte für den noch unmündigen Eduard VI. übernahm der 16-köpfige Privy Council, in dem der Protektor Edward Seymour, der Bruder von Eduards Mutter, rasch eine dominierende Stellung einnahm. Seymour musste sich mit mehreren Problemen auseinandersetzen: Im Krieg gegen Frankreich und Schottland verlangte die öffentliche Meinung von ihm Erfolge, gleichzeitig belasteten die Feldzüge die Staatskasse schwer. Außerdem war der kirchenpolitische Kurs unter den Mitgliedern des Councils und den Magnaten umstritten. Während einige einen Anschluss an die Reformation verlangten, gab es auch zahlreiche Stimmen für eine weitgehende Beibehaltung alter Glaubenspraktiken trotz der Lösung von Rom. Edward Seymour hob angesichts dieser Frage zahlreiche Zensur- und Häresiegesetze auf, so dass sich eine breite Debatte entfaltete und ihn der Notwendigkeit zentraler Regelungen enthob. Mit mehreren Detailgesetzen vor allem zur Liturgie begünstigte der Lord Protector allerdings den Protestantismus. Das Wichtigste war das Uniformitätsgesetz von 1549, das das erste Book of Common Prayer als verbindliche Gottesdienstordnung festschrieb.
Gleichzeitig spitzte sich die soziale Lage zu. Grund dafür waren die hohen Abgaben zur Finanzierung des Krieges, das Bevölkerungswachstum sowie Missernten und die Inflation. Diese Spannungen entluden sich 1549 in Devon und Cornwall in der Western Rebellion. Anlass für die Erhebungen war allerdings die Kirchengesetzgebung. Kleriker, die sich gegen die Beschneidung der kirchlichen Macht und für eine Beibehaltung alter Gottesdienstformen einsetzten, wurden zu Anführern der Rebellion. 1552 folgte ein zweites Book of Common Prayers, mit dem die Anglikanische Kirche sich endgültig dem Protestantismus anschloss.
Ab 1551 verlor Edward Seymour seine Macht zunehmend an John Dudley, 1. Herzog von Northumberland, den Vorsitzenden des Privy Council. Dieser bemühte sich, den Krieg zu beenden und die Massenarmut zu bekämpfen. In dieser Situation erkrankte der wenig robuste Eduard VI. 1553 an Tuberkulose. Da sein Tod absehbar war, rückte eine alternative Thronfolge in den Mittelpunkt der politischen Auseinandersetzung. Offiziell war Maria I. weiterhin erbberechtigt. Als bekennende Katholikin hätte ihre Regierung erhebliche Umwälzungen und wohl auch die Absetzung und Bestrafung des Protestanten Dudley bedeutet. Dieser versuchte darauf entgegen der Thronfolgeregelung Jane Grey, eine Großnichte Heinrichs VIII., zur neuen Königin aufzubauen. Als Eduard VI. im Juli 1553 starb, beanspruchte Dudley den Königstitel für Grey, während Maria sich gleichzeitig selbst zur Königin ausrief. Ein Versuch Dudleys, Maria gefangen zu nehmen, scheiterte, da seine Truppen desertierten, weil sie, wie die Mehrheit der Bevölkerung, Maria unabhängig von ihrer Konfession als legitime Königin ansahen. Bald unterstützte auch der Council Maria. Dudley wurde hingerichtet.

### Herrschaft Marias I.

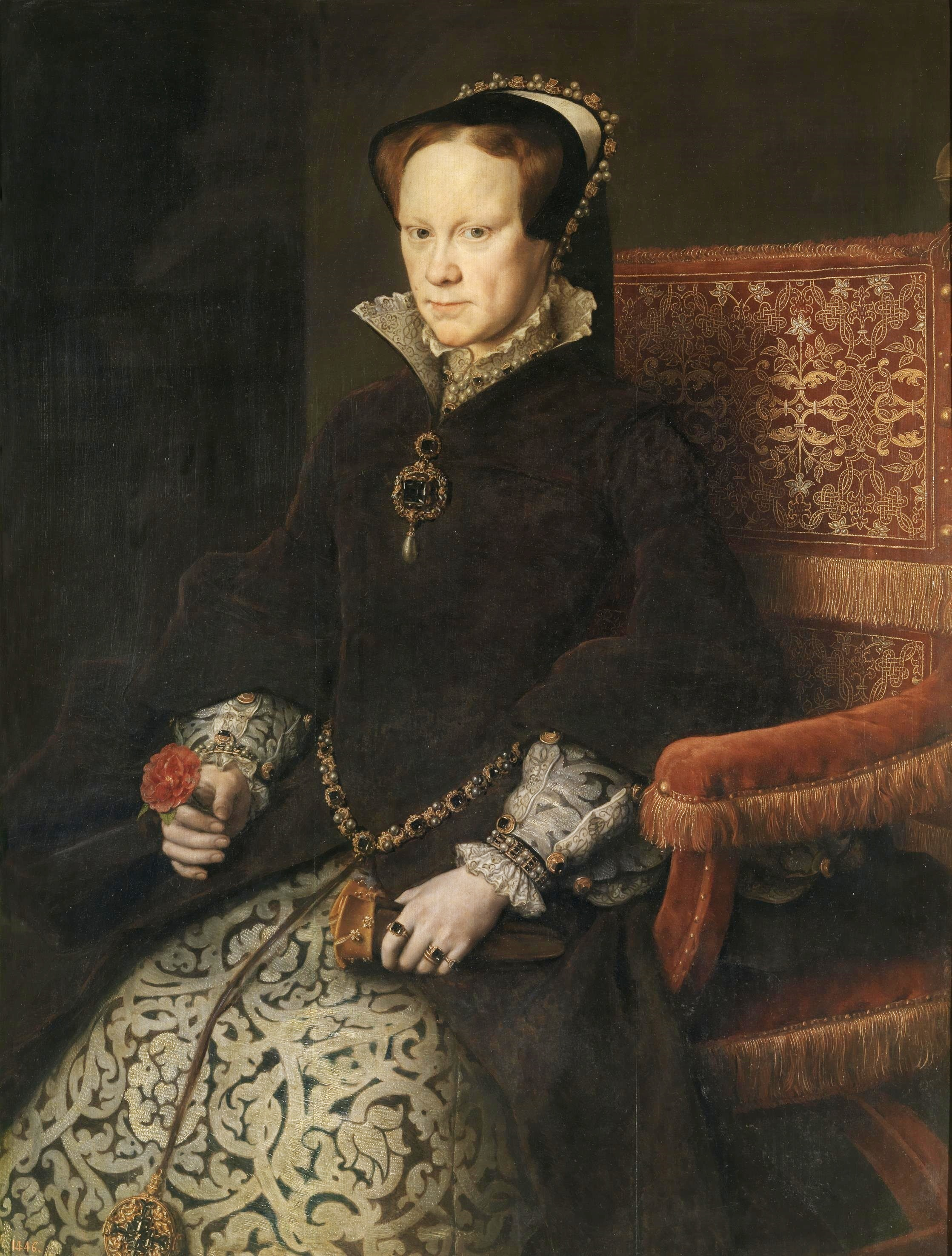
Maria I. von England

Am Anfang ihrer Herrschaft setzte Maria auf eine integrative Politik. Sie ließ einen Großteil des alten Privy Councils in seiner Machtposition und ergänzte das Gremium durch persönliche, meist katholische Vertraute. Zunächst machte sich ihre Rekatholisierungspolitik vor allem durch die Absetzung weniger, ausgesprochen protestantischer Bischöfe und die Einsetzung entschiedener Katholiken bemerkbar. 1553 wurde die alte, katholische Liturgie weitgehend wiederhergestellt und die religiöse Zensur wieder verschärft. Jedoch führte erst Marias Heiratspolitik zu einer Verschärfung der konfessionellen Auseinandersetzungen. Durch ihre Heirat mit Philipp II. von Spanien 1554 stellte sie eine Verbindung zur führenden katholischen Macht dar, die von den Magnaten und großen Teilen der englischen Bevölkerung abgelehnt wurde. Zwar machte sie zahlreiche Zugeständnisse, die eine spanische Einflussnahme auf die englische Politik verhindern sollte, dennoch wuchs die Unzufriedenheit mit ihrer Herrschaft. Ebenfalls 1554 wurde die anglikanische Kirche wieder Rom unterstellt. Vorerst erklärten sich die Magnaten und der Hochadel damit einverstanden, weil sie ihre Erwerbungen aus Kirchengut behalten durften. Die im gleichen Jahr wiederhergestellten Ketzergesetze bildeten jedoch die Grundlage für die Verfolgung der Protestanten ab dem folgenden Jahr, in deren Verlauf knapp 300 Menschen auf dem Scheiterhaufen verbrannt wurden. Ein durchschlagender Erfolg der Rekatholisierung blieb jedoch aus, vor allem weil Maria bereits 1558 starb, ohne einen Thronerben geboren zu haben. Lediglich außenpolitisch kam es zu einer Annäherung an Spanien, indem England sich ihm 1557 im Krieg gegen Frankreich anschloss, ein Unternehmen, das sich jedoch zu einem Desaster entwickelte, als am 7. Januar 1558 Englands letzter Brückenkopf auf dem Kontinent, die Hafenstadt Calais, von Frankreich erobert wurde. Abgesehen davon gelang es Maria jedoch, die Krone durch eine Reihe von Reformen auf eine stabile finanzielle Basis zu stellen und ein Flottenbauprogramm in die Wege zu leiten, das für England in den folgenden Jahrhunderten eine bedeutsame Rolle spielen würde.

### Geistesleben im Spätmittelalter und in der Frühen Neuzeit
Die Sprache des Londoner Umlandes setzte sich zunehmend als gesamtenglische Hochsprache durch, wobei sie zahlreiche Lehnwörter aus dem Französischen übernahm. Nachdem die Literatur im Hochmittelalter fast ausschließlich einen kirchlichen Zusammenhang hatte, traten zum Ende des Mittelalters hin vermehrt Laien als Autoren auf. Das sich herausbildende englische Nationalbewusstsein schlug sich zunehmend auch in der in Landessprache verfassten Literatur nieder. Die Fähigkeit zum Lesen und Schreiben verbreitete sich zunehmend unter den städtischen Handwerkern und Händlern. 1525 erschien die erste englische Ausgabe des Neuen Testaments, die direkt aus der Vulgata übersetzt worden war. Allerdings machte sich beginnend mit der Renaissance im 15. Jahrhundert eine Rückbesinnung auf die Antike im Zeichen des Humanismus bemerkbar. Ebenfalls in diesem Jahrhundert ist eine Welle von kirchenunabhängigen Schulgründungen feststellbar. In den Lehrplänen der Universitäten von Oxford und Cambridge wurden im Rahmen der Reformation unter Heinrich VIII. die religiösen Fächer aus ihren dominierenden Stellungen befreit. Ab 1500 stiegen die Zahlen der Studierenden deutlich an. Zunehmend nutzten adlige Söhne die Universitäten, da der Adel insgesamt höheren Wert auf Bildung legte. Ebenfalls als Folge der Reformation löste Englisch Latein als Messsprache ab. Bildende Kunst und Architektur erlebten als Folge der religiösen Umbrüche und der damit verbundenen Kirchenplünderungen im 16. Jahrhundert eine Phase, in der kaum neue Werke entstanden.

## Elisabethanisches Zeitalter

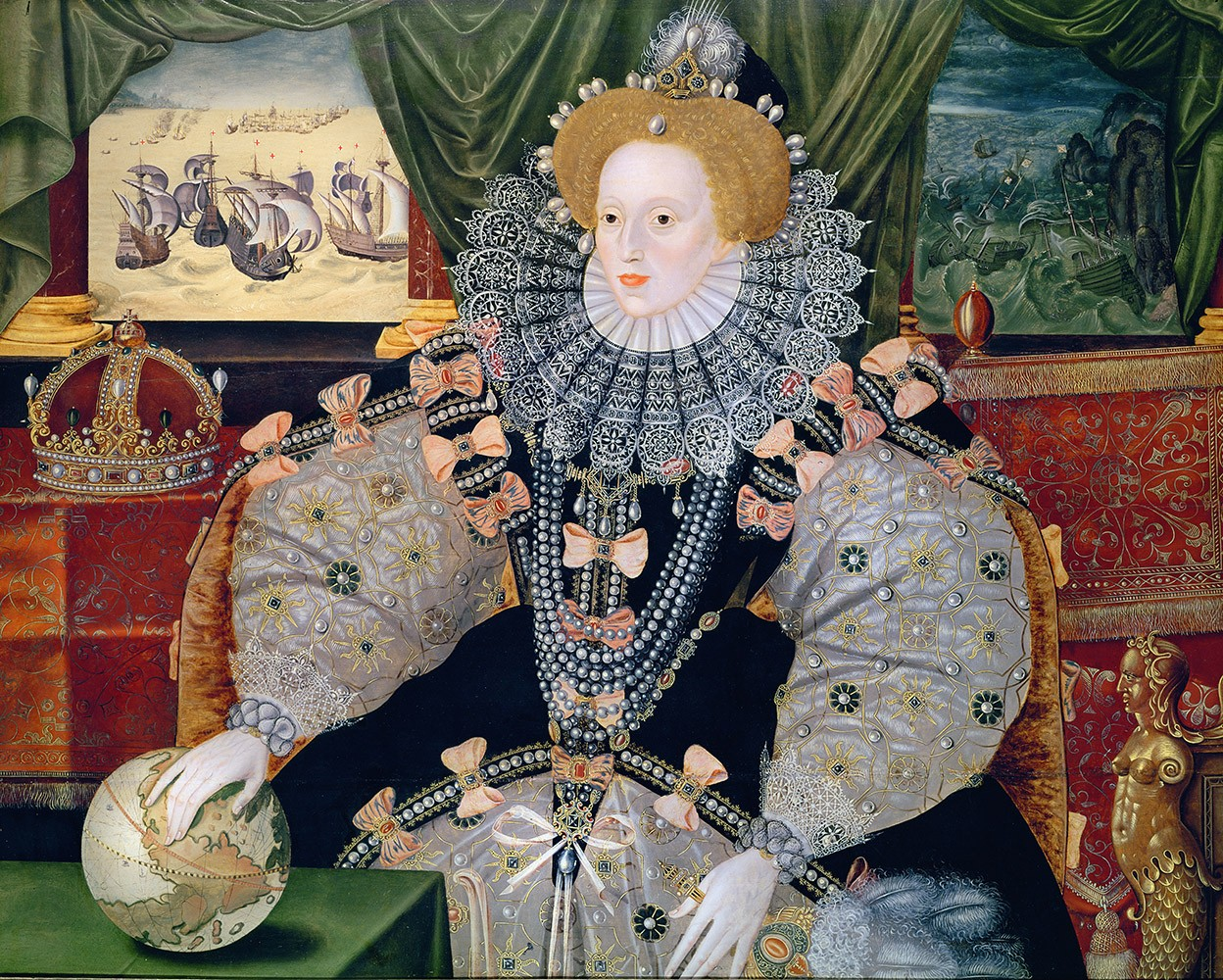
Das „Armadaporträt“ Elisabeths I. wurde 1588 als Reaktion auf den Sieg über die spanische Armada gemalt.

Der Thronfolgeregelung Heinrichs VIII. zufolge und auch nach den Zusicherungen, die Maria I. bei ihrer Heirat den Magnaten gemacht hatte, bestieg Elisabeth I. 1558 den Thron. Die neue, protestantische Königin wurde vom Volk begeistert aufgenommen. Vom Beginn ihrer Herrschaft an war eine mögliche Heirat der Königin das bestimmende Thema. Mehrfach forderten Parlamente sie dazu auf, mit dem Ziel, einen männlichen Thronfolger zu erhalten.

### Durchsetzung der Reformation
Zunächst wurde Elisabeth aber religionspolitisch für den Protestantismus aktiv. Noch im Jahr ihrer Thronbesteigung hob sie die römische Hoheit über die englische Kirche wieder auf. 1559 ließ sie sämtliche Beamte, darunter alle Geistlichen, einen Eid auf sich als Oberhaupt der Kirche schwören. 17 Bischöfe, die von Maria eingesetzt worden waren, verweigerten diesen Eid und wurden ihrer Ämter enthoben. Die religiöse Konformität der einfachen Bevölkerung wurde im gleichen Jahr mit einer Pflicht zum Gottesdienstbesuch festgeschrieben. Theologisch wurde die Anglikanische Kirche 1563 mit den vom Klerus erstellten 39 Articles endgültig auf den Protestantismus ausgerichtet, die 1571 Gesetzeskraft erhielten. Entschiedene Protestanten, denen dies nicht weit genug ging, sammelten sich in der Bewegung der Puritaner, von denen ein Teil sich ab 1570 unter der Bezeichnung Presbyterianer weiter radikalisierte. Elisabeth ließ gegen diese Strömungen scharf vorgehen, so dass es in der Anglikanischen Kirche ab 1590 praktisch keinen Widerstand gegen die königliche Kirchenpolitik mehr gab. Rom reagierte auf die Hinwendung zum Protestantismus 1570 mit der Exkommunikation Elisabeths und einer gezielten Gegenreformation. Ab 1574 sickerten katholische Geistliche, bald auch Jesuiten, nach England ein. Insgesamt sollen während der Regierungszeit Elisabeths 650 katholische Priester in England gewirkt haben. Sie wurden vor allem verdeckt in den Haushalten von Adel und Gentry aktiv, im einfachen Volk fand der Katholizismus keine Anhänger mehr. Elisabeth reagierte mit scharfen antikatholischen Gesetzen. Ab 1585 wurde die Todesstrafe gegen entdeckte katholische Priester verhängt. Insgesamt ließ Elisabeth 133 Priester und 63 katholische Laien hinrichten.

### Wachsender Einfluss auf Schottland
Elisabeths erste außenpolitische Aktivitäten konzentrierten sich auf Schottland. Dort hatte Marie de Guise, die Witwe Jakobs V., sich den massiven Unmut des Adels zugezogen, weil sie mit Hilfe zahlreicher französischer Berater und Soldaten regierte. Elisabeth unterstützte einen 1559 ausbrechenden Aufstand protestantischer schottischer Adliger. Nach dem Tod Maries 1560 wurde der Vertrag von Edinburgh geschlossen, der den englischen Einfluss auf Schottland steigern und den französischen vermindern sollte. Kurz darauf kam jedoch Maria Stuart, die Witwe Franz’ II. von Frankreich, nach Schottland und machte ihre Ansprüche auf den Thron geltend. Da sie erbrechtlich die legitime Thronfolgerin war, akzeptierten auch die protestantischen Adligen zunächst die katholische Königin. Nachdem Maria jedoch 1567 ihren schottischen Gatten töten ließ, brach ein allgemeiner Aufstand gegen sie los, der sie dazu zwang, zu Gunsten ihres einjährigen Sohnes Jakob auf die Krone zu verzichten und einen protestantischen Regenten anzuerkennen. Im Mai 1568 floh Maria Stuart nach England und begab sich unter den Schutz Elisabeths. Diese befand sich damit in einer politischen Zwickmühle: Maria war eindeutig die legitime, durch einen Aufstand vertriebene Königin Schottlands. Hätte Elisabeth diesen Anspruch aber unterstützt, wäre im Nachbarland wieder eine katholische Herrscherin auf den Thron gekommen. Obwohl die Parlamente wiederholt auf die Hinrichtung Maria Stuarts drängten, erfolgte diese erst am 8. Februar 1587.

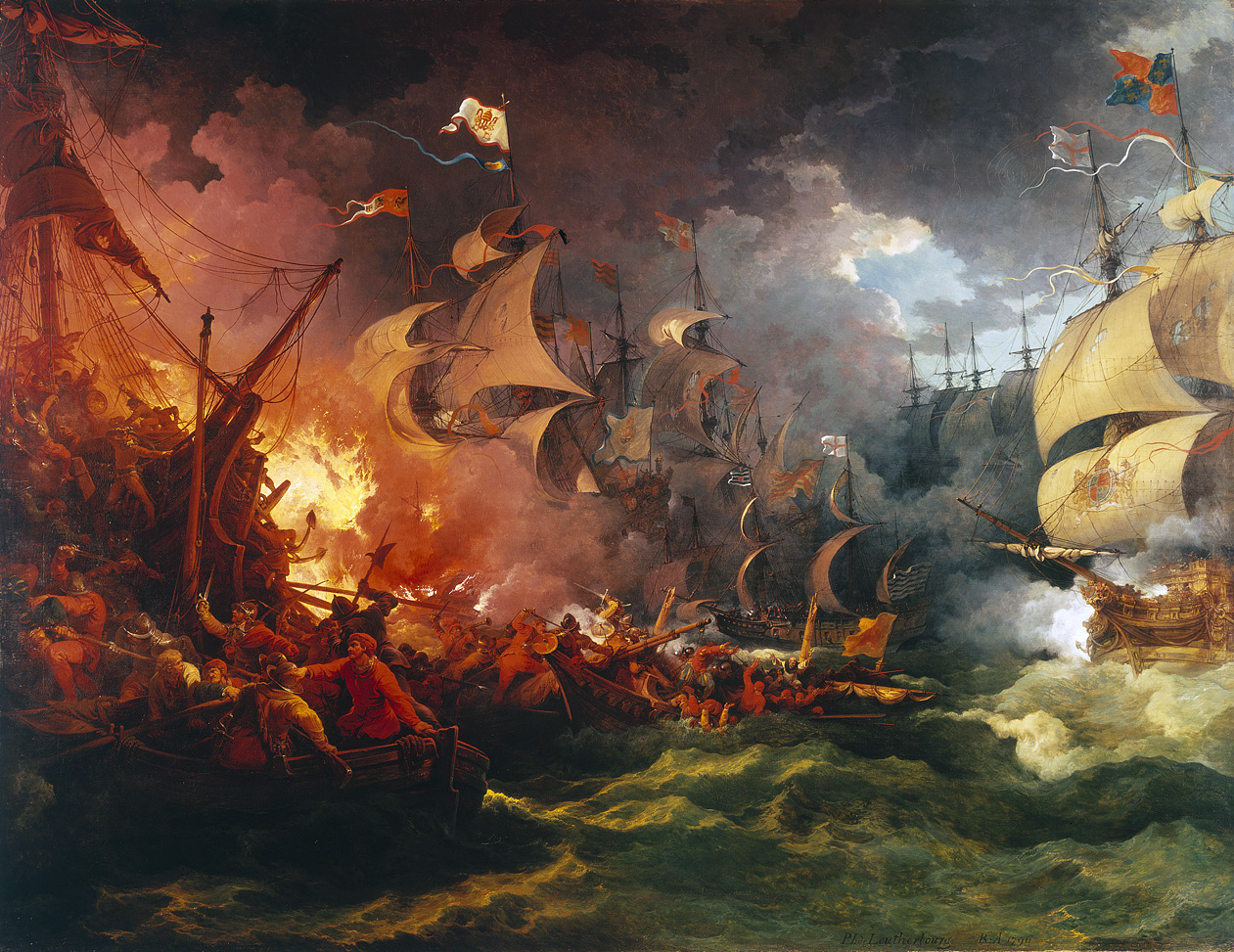
Seeschlacht von Gravelines. Gemälde von Philippe-Jacques de Loutherbourg

### Konflikt mit Spanien
Unterdessen hatte sich das Verhältnis zwischen England und Spanien verschlechtert. Während Spanien den Katholizismus in England unterstützte, griffen englische Freibeuter mit Billigung Elisabeths spanische Schiffe im Ärmelkanal an und unterstützte England die protestantischen Niederlande bei ihrem Aufstand gegen die spanische Herrschaft. Darauf reagierte Spanien mit Angriffen auf die englisch-niederländischen Handelslinien. 1569 brach im Norden Englands ein von Spanien unterstützter Aufstand los, den Elisabeth nur mit massiver Gewaltanwendung und dank der Unterstützung durch die protestantischen Kräfte Schottlands niederschlagen konnte. Elisabeth intensivierte darauf ihre Unterstützung für die inzwischen organisierten Aufständischen in den Niederlanden um Wilhelm von Oranien. 1574 entspannte sich die Lage vorübergehend, als Philipp II. und Elisabeth I. ein Abkommen schlossen, das ihnen gegenseitig die Unterstützung von Rebellen untersagte und den Handel zwischen beiden Reichen wieder anlaufen ließ. Dennoch wuchsen in England und Spanien jeweils die inneren Ressentiments gegen den anderen Staat. Schließlich beschloss Philipp 1585 eine groß angelegte Invasion Englands, bei der er vom Vatikan finanziell massiv unterstützt wurde.

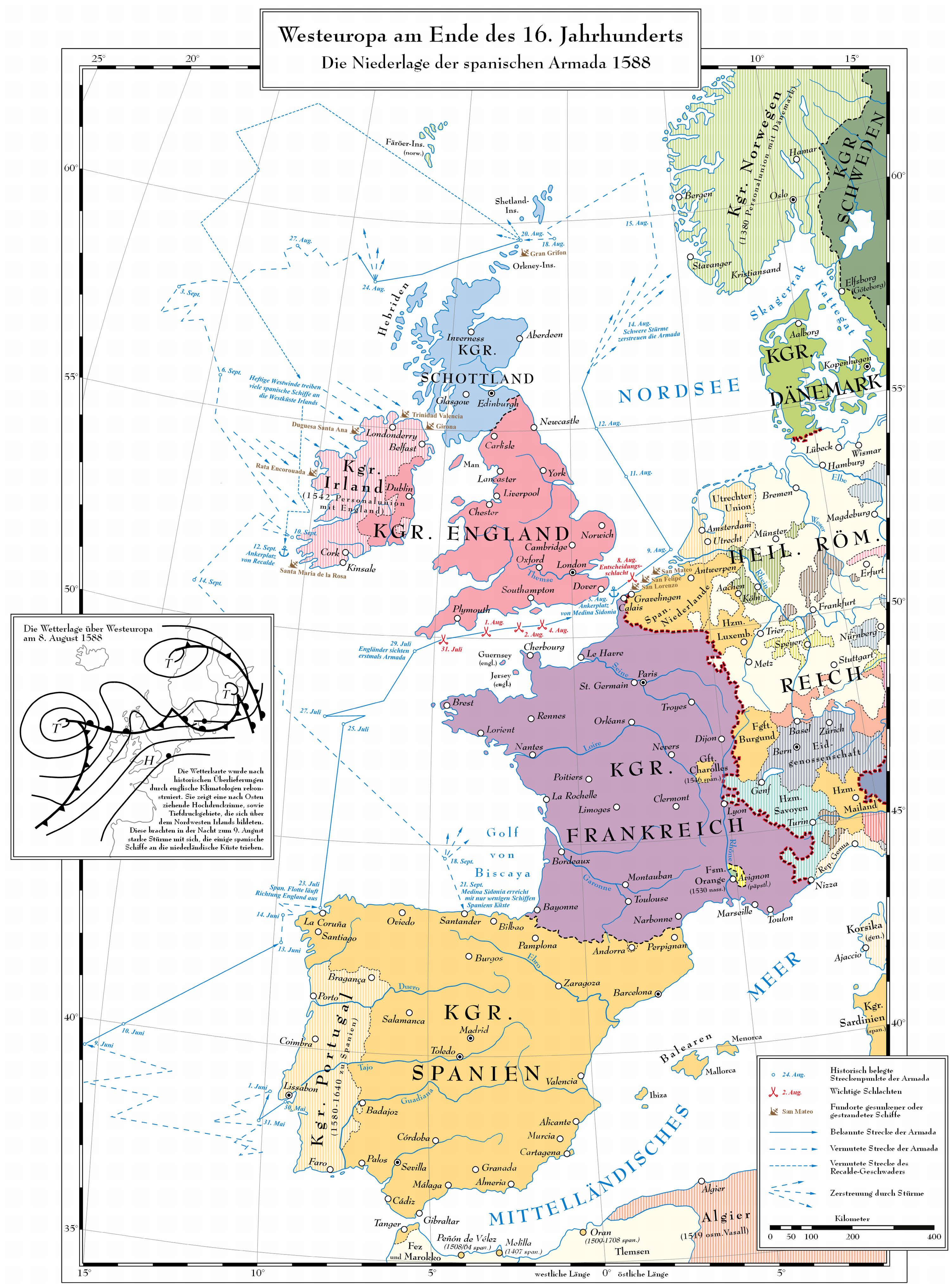
Die Route der Spanischen Armada

1588 besiegte die technisch überlegene englische Flotte die Armada in einer Reihe von Seeschlachten im Kanal. Stürme vernichteten die fliehende spanische Flotte endgültig. Damit begann Englands Aufstieg zur See- und Kolonialmacht. Zwar hatte es bereits um 1500 erste englische Expeditionen nach Nordamerika gegeben, doch war zunächst keine gezielte Eroberungspolitik betrieben worden. Überseehandel im größeren Umfang fand erst ab 1550 statt und beruhte vor allem auf den Initiativen einzelner englischer Händler. Im Verlauf der Auseinandersetzung mit den Spaniern unterstützte die Krone zunehmend den Handel und die Freibeuterei im Einflussbereich Spaniens. Einen ersten Höhepunkt erreichte die Seefahrtnation England mit der Weltumseglung Francis Drakes 1577 bis 1580. In der englischen Öffentlichkeit propagierten mehrere Kampagnen die Kolonisierung und den Überseehandel. Der englisch-spanische Krieg endete erst 1604.
Ab 1600 kam es in Irland, das noch über einen großen katholischen Bevölkerungsanteil verfügte, zu einem von Spanien mit Truppen unterstützten Aufstand gegen die englische Herrschaft. Bis 1607 schlugen die englischen Truppen die Bewegung aber nieder. Nach dieser Entscheidung begann die englische Kolonisierung, die zuvor nur in kleinen Schritten vorangegangen war, die ganze Insel zu umfassen.

### Letzte Herrschaftsjahre Elisabeths

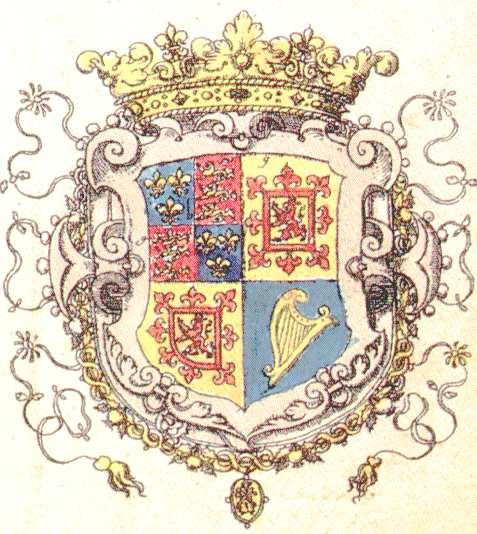
Englisches Wappen ca. 1600 (Siebmacher 1605)

Ab 1590 begann der Rückhalt für Elisabeth I. zu schwinden. Wichtigster Grund dafür war die wachsende Steuerlast. Bis zum Sieg gegen die Spanier hatte sie die Bevölkerung nur gering finanziell belastet. So musste sie in den 45 Jahren ihrer Herrschaft die Parlamente, deren Hauptaufgabe die Bewilligung neuer Steuern waren, nur 13 Mal einberufen. Da aber auf die Vernichtung der Armada fortgesetzte Kämpfe mit Spanien folgten, wuchs der Geldbedarf des Staates rasch. Zudem hatte Elisabeth ein System aus Ämtern am Hof, im Justizsystem und der Kirche sowie wirtschaftliche Privilegien geschaffen, mit der sie wichtige Magnaten belohnte. Dieses System verschlang in den Jahren vor ihrem Tod 1603 immer größere Summen und belastete den Haushalt zusätzlich.

### Wirtschaft und Gesellschaft im 16. Jahrhundert
Um 1550 war die englische Bevölkerung nach der Pest wieder auf rund drei Millionen angewachsen. Die Landbevölkerung stellte bei weitem die Mehrheit. Allerdings verfügte London um 1500 bereits über 60.000 Einwohner und wuchs bis zum Ende des Jahrhunderts auf rund 215.000 Menschen an. Die um 1500 nächstgrößten Städte waren deutlich kleiner: Norwich mit 12.000 und Bristol mit 10.000 Einwohnern. In London bildete sich auch eine einflussreiche Fernhändlerschicht, die vor allem die Route London-Antwerpen bediente und sich mit der Gilde der Merchant Adventurers um 1500 erstmals einen institutionellen Rahmen gab. Nicht zuletzt diese von den Königen mit vielen Privilegien versehene Gilde führte zum Aufstieg Londons und zugleich zum Verkümmern des Fernhandels in den übrigen Hafenstädten Englands.
Das starke Bevölkerungswachstum und die endgültige Durchsetzung der Geldwirtschaft in allen Lebensbereichen führten zu einem erheblich wachsenden Bedarf an Münzgeld, der wiederum eine deutliche Verschlechterung des Münzmetalls und eine Inflation nach sich zog. Diese Entwicklung führte zur Verelendung weiter Kreise der Arbeiterschaft, die auf die in Geld ausgezahlten Löhne angewiesen war. Gewinne machten dagegen sowohl adlige als auch bäuerliche Grundbesitzer sowie Lebensmittelhändler und teilweise auch Pächter mit langfristigen Pachtverträgen. Insgesamt stieg die Bedeutung der Lebensmittelproduktion für den Verkauf und nicht mehr nur für den eigenen Unterhalt stark an, insbesondere zur Versorgung der stark wachsenden Metropole London. Dies zog auch technische Neuerungen nach sich, so die Ergänzung der Dreifelderwirtschaft durch bodenverbessernde Futterpflanzen, gezielte Düngung und die zeitweise Beweidung von Ackerland, die die bisherige Brache weitgehend verdrängten. Als weitere Erwerbsquelle in der Winterzeit bildete sich für die Landbevölkerung das Verlagssystem, vor allem in der Textilherstellung, heraus.
Die englische Bauernschaft der frühen Neuzeit teilte sich in drei Gruppen. Am schlechtesten gestellt waren die Leaseholders (um 1500 rund ein Neuntel der Bauern). Sie verfügten über Pachtverträge mit begrenzter Laufzeit, die immer wieder neu ausgehandelt wurden. Sie wurden dadurch von der Inflation am härtesten getroffen. Die Copyholders stellten mehr als die Hälfte der Bauernschaft. Ihre Erbpachtverträge waren praktisch unkündbar und sahen auf sehr lange Frist festgelegte Zahlungen vor. Die Freeholders (etwa ein Fünftel) waren zwar nominell dem Grundherren abgabepflichtig, traten im Prinzip aber als freie Bauern auf.
Durch das gesamte 16. Jahrhundert hindurch gab es immer wieder Auseinandersetzungen um die Privatisierung der Allmenden um die Bauerndörfer herum. Während die Grundbesitzer versuchten, dieses Land in Privatbesitz umzuwandeln (Enclosure), um die ertragreiche Lebensmittelproduktion zu steigern, waren die landlosen Arbeiter angesichts der Inflation zunehmend auf die Nutzung des Gemeinschaftseigentums angewiesen, um sich selbst versorgen zu können. Auch die Regierung erkannte diese Zusammenhänge und versuchte die Privatisierung der Allmende mit Gesetzen zu verhindern, setzte sich damit aber nur teilweise gegen die Interessen der Grundbesitzer durch.
Im 16. Jahrhundert begannen in England, weitaus früher als im übrigen Europa, die gesellschaftlichen Schranken zwischen niederem Adel (Gentry) und Bürgertum zu verschwinden. Einflussreiche, vermögende und gebildete Bürgerliche konnten im Ansehen auf eine Ebene mit dem Adel gelangen. Umgekehrt war es für nicht erbberechtigte jüngere Söhne aus adligen Familien spätestens am Ende des 16. Jahrhunderts nicht ehrenrührig, eine Karriere als Händler zu machen, obwohl bei weitem die Mehrheit sich für eine klerikale oder militärische Laufbahn entschied.

### Geistesleben im 16. Jahrhundert
Eng mit der Reformation verbunden und eine Bedingung für den Wirtschaftsaufschwung in dieser Epoche war eine gewandelte Einstellung zu Erwerbsarbeit und Reichtum. In kaum einem anderen Land setzte sich die protestantische Arbeitsethik dermaßen konsequent durch wie in England. Erwerbsarbeit wurde als göttlich aufgegebene Pflicht des Menschen verstanden und der daraus erworbene Reichtum als Gradmesser für die göttliche Gnade. Neben dem wirtschaftlichen Aufschwung zog diese Mentalitätsveränderung eine restriktive Armengesetzgebung nach sich, die öffentliche Unterstützung nur noch den Bedürftigen zukommen ließ, die als nicht arbeitsfähig angesehen wurden. Zum Unterhalt dieser Armen in den jeweiligen kommunalen Gemeinschaften wurden die besitzenden Bürger ab 1563 gesetzlich unter der Androhung von Haftstrafen gezwungen. Auf der anderen Seite wurden arbeitsfähige Arme spätestens ab 1576 auch mit Zwangsmaßnahmen zur Arbeit verpflichtet. Daraus entwickelten sich die Arbeitshäuser, bei denen es sich de facto meist um Zwangsarbeitslager handelte, in die Arme eingewiesen wurden, auch ohne eine Straftat begangen zu haben.

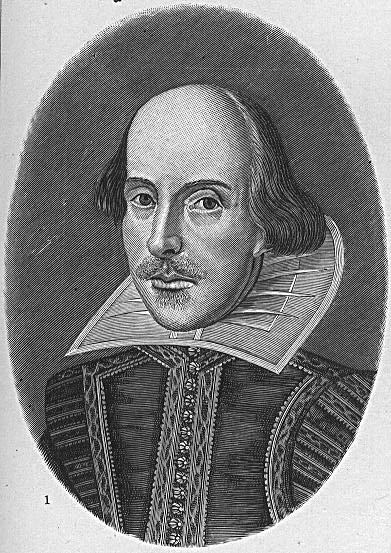
Das bekannte Droeshout-Porträt Shakespeares von der ersten Folio-Ausgabe

Im 16. Jahrhundert, insbesondere in seiner zweiten Hälfte, kam es zu einer deutlichen Nationalisierung der englischen Kultur. Der Nationalcharakter und die Überlegenheit des eigenen Landes wurden in der Literatur hervorgehoben, insbesondere in historischen und heimatgeografischen Werken. Als Projektionsfläche dieses Verständnisses diente häufig auch Elisabeth, was sich insbesondere im Aufschwung der Festkultur in Verbindung mit politischen Ereignissen (Thronjubiläen, Geburtstage, Sieg über die Armada) zeigte.
Geradezu ein „goldenes Zeitalter“ erlebte das Theater, insbesondere mit William Shakespeare an der Wende zum 17. Jahrhundert. Im Schauspiel schlug sich die Renaissance in England am deutlichsten nieder. In dieser Literaturform wird das mittelalterliche Theater durch die Orientierung an antiken Vorbildern ersetzt, wobei der selbstbestimmte und handelnde Einzelmensch in den Blickpunkt rückt. Ab 1570 wurden große, öffentliche Theaterhäuser wie das Globe Theatre errichtet, wodurch die neuen Dramen eine große Breitenwirkung entfalteten. Als weitere bedeutende Literaturform kam das Sonett auf.
Darüber hinaus war das elisabethanische Zeitalter auch musikalisch äußerst aktiv. Sowohl am Königshof als auch an den Höfen mächtiger Adliger und in den großen Städten bildeten sich Instrumental- und Chorensembles, in bürgerlichen Haushalten wurde ebenfalls musiziert. Besonders beliebt waren Lauten und frühe Tasteninstrumente. Bei den Kompositionen mischten sich italienische Einflüsse mit volkstümlicher englischer Musik, insbesondere in Tänzen und Madrigalen.

## Stuart-Epoche

### Jakob I. – Der erfolglose Reformer

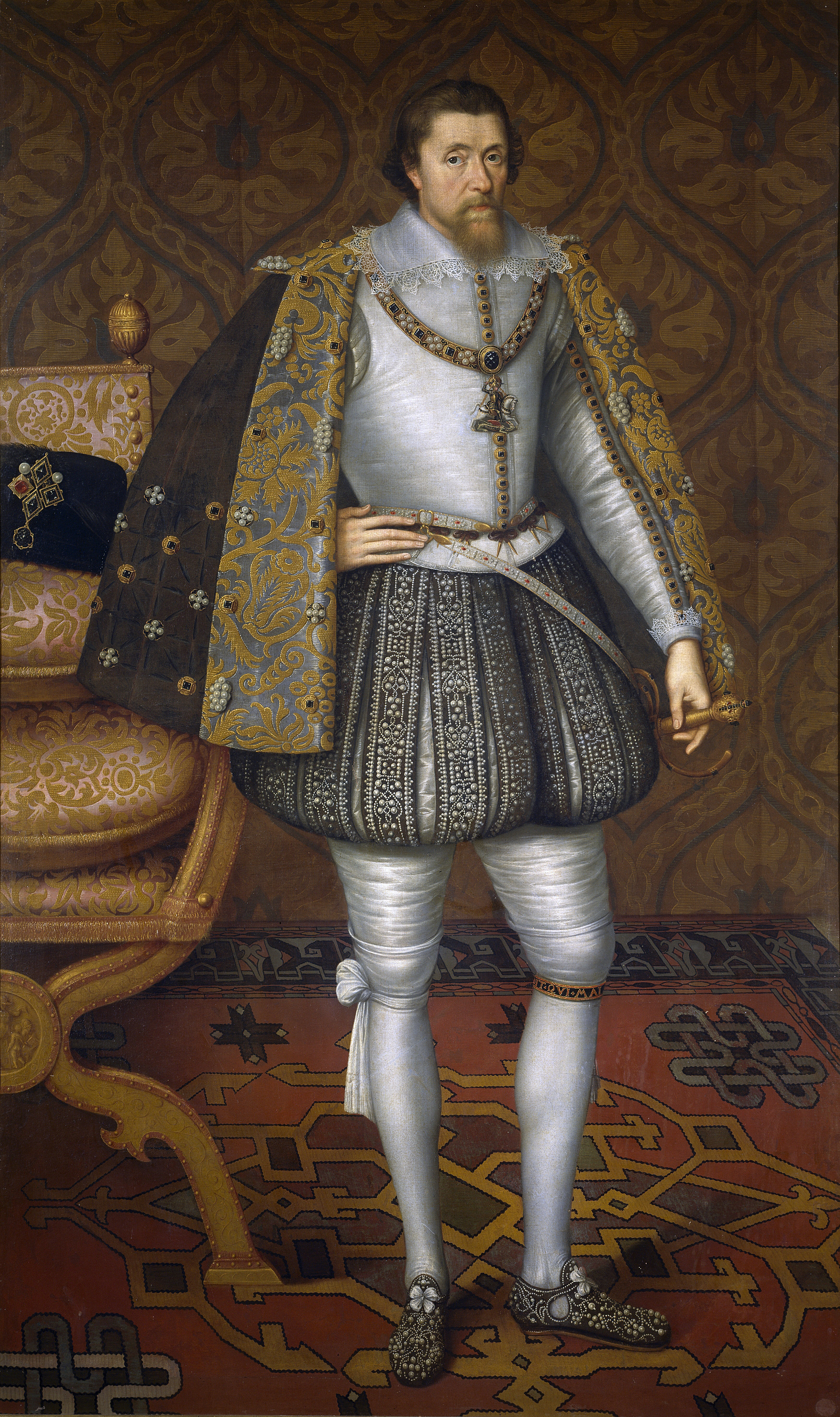
Jakob I.

Elisabeths Nachfolge trat 1603 Jakob I. an, der Sohn Maria Stuarts. Der 37-Jährige hatte bereits Herrschaftserfahrung als König von Schottland gesammelt und vertrat eine für seine Zeit ungewöhnlich liberale Haltung in religiösen Fragen, aber ein bereits absolutistisches Herrschaftsverständnis auf der Grundlage des Gottesgnadentums des Herrschers. Beim Parlament, das sich ohnehin in seiner Zeit zunehmend von der Krone emanzipierte, stieß er damit auf Ablehnung. Ab 1621 setzte das Parlament ein neues Mittel im Machtkampf ein: das Impeachment. Dabei handelte es sich um ein gelegentlich schon im Mittelalter verwendetes Anklageinstrument, mit dem beide Parlamentskammern in Kooperation einen außergerichtlichen Prozess gegen königliche Beamte führen konnten. Im gleichen Jahr versuchte das Parlament auch, ein grundsätzliches Recht zu Beratungen über alle Staat und Kirche betreffenden Themen durchzusetzen, konnte sich damit jedoch nicht gegen den König behaupten. Einstweilen blieb die Versammlung von der Vorgabe von Themen durch den König abhängig. Zusätzliche Macht wuchs dem Parlament zu, weil sich verschiedene Hofparteien je nach momentaner Interessenlage mit ihm verbündeten.
In der Bevölkerung war Jakob als „Schotte“ ebenfalls wenig beliebt. Dass er im Gegensatz zu Elisabeth eine aufwändige und teure Hofhaltung pflegte und sich mit Katholiken und Spaniern umgab, machte ihn noch unpopulärer. Verschiedene Projekte, wie die Vereinigung Englands und Schottlands, scheiterten am massiven Widerstand in beiden Ländern.
Ähnlich gering war sein Erfolg in der Religionspolitik. Auf der Hampton Court Conference 1604 kam es zu keiner grundlegenden Einigung mit der puritanischen Bewegung. Jakob trat aber erfolgreich Forderungen nach einer erneuten Katholikenverfolgung nach dem Gunpowder Plot von 1605 entgegen. Einzelne Vertreter des aufkommenden Arminianismus förderte Jakob, ebenso verfuhr er mit kooperationsbereiten Puritanern. Die Schulden, die Elisabeth hinterlassen hatte, wuchsen durch Jakobs prunkvolle Hofhaltung, die Inflation und zunehmende Steuerhinterziehung deutlich an. Bemühungen Jakobs um eine Reform des Steuerwesens und damit eine Verstetigung der Einnahmen scheiterten am Parlament. Die Finanzkrise konnte er nur dadurch mildern, dass er verstärkt Adelstitel verkaufte.
Gestaltungsspielraum eröffnete sich in Irland. 1607, nach dem Ende des von Spanien unterstützten Aufstands, waren mehrere gälische Adlige ins Exil geflohen, darunter auch mehrere Grafen. Im gleichen Jahr zog Jakob I. sechs der neun Grafschaften Ulsters ein und begann das Land an Auswanderer aus England und Schottland neu zu verteilen. Flankiert wurde diese Bevölkerungsverschiebungen mit dem Ausbau von Wirtschaft, Kirchenstruktur und eines protestantischen Schulsystems. Dennoch kam es häufig auch zur Übernahme gälischer Lebensweise durch die Siedler. Auch das irische Parlament wurde neu gegliedert und erwies sich im Gegensatz zum englischen in den folgenden Jahrzehnten meist als Unterstützer der Stuart-Könige. Allerdings begann unter Jakob bereits der Entfremdungsprozess zwischen der Stuart-Dynastie und ihrem Ursprungsland Schottland. Die Abwesenheit des in Westminster residierenden Königs führte dazu, dass sich sowohl die Versammlung der Clanführer als auch das gerade erst gebildete schottische Parlament verselbstständigten. Zudem konnte der König über die presbyterianische und damit „von unten“, also von der Gemeindeebene, organisierte schottische Kirche kaum Einfluss auf das Land ausüben.
Unmittelbar nach seinem Herrschaftsantritt beendete Jakob den Krieg gegen Spanien. Anschließend versuchte er durch Heiratsverhandlungen über seine Tochter Elisabeth auch auf dem europäischen Kontinent mäßigend in die Auseinandersetzungen zwischen den Konfessionen einzugreifen. Nachdem Elisabeth aber mit Friedrich V. von der Pfalz verheiratet worden war, drohte Jakob nach der umstrittenen Königswahl seines Schwiegersohns selbst in den ausbrechenden Dreißigjährigen Krieg hineingezogen zu werden. Letztendlich beschränkte er sich aber auf diplomatische Bemühungen um eine Beilegung des Konflikts. Ebenfalls ab 1604 führte Jakob Heiratsverhandlungen für den Thronfolger Karl. Nachdem Elisabeth mit einem Protestanten verheiratet war, konzentrierten sich die Heiratsverhandlungen für Karl schnell auf die katholische Hegemonialmacht Spanien, die auch wegen ihres Reichtums für England interessant war. Jedoch lehnte das Parlament eine Bindung an Spanien ab, weil es eine Stärkung des Katholizismus in England fürchtete. Die Verhandlungen zogen sich über Jahre hin. Nach einer Reise Karls nach Spanien 1622 wurden die Verhandlungen offiziell beendet und der Thronfolger trat für einen erneuten Krieg gegen Spanien ein. Jakob willigte schließlich in einen Feldzug gegen die von Spanien besetzte Pfalz ein. In dieser außenpolitisch schwierigen Lage, die durch einen Heiratsvertrag mit Frankreich weiter verkompliziert wurde, starb Jakob I. 1625.

### Karl I. – Ringen mit den Parlamenten

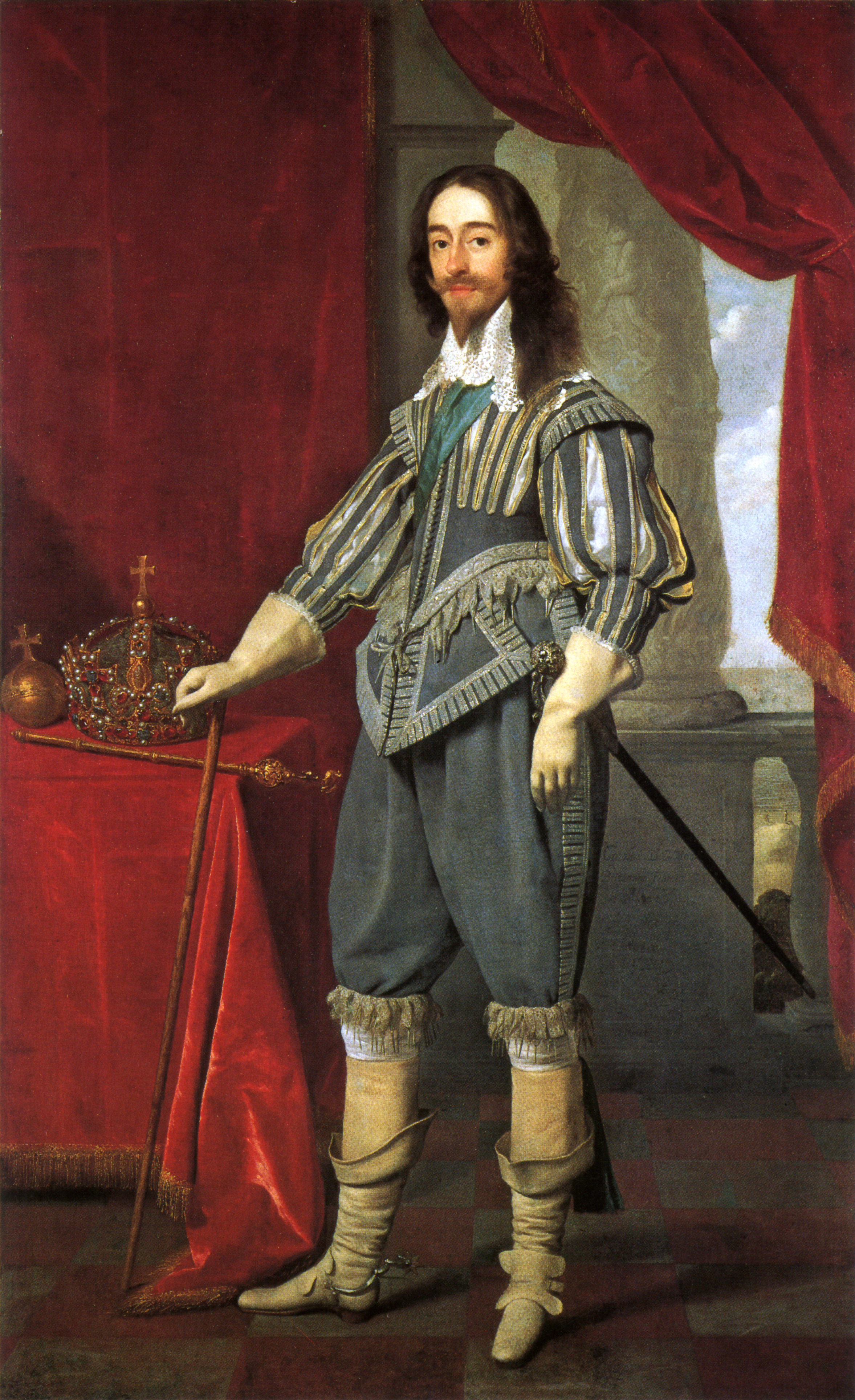
Karl I. von England

Karl I. ähnelte in mancher Hinsicht seinem Vater: Auch er war an Kunst und Wissenschaft interessiert und betrieb eine prunkvolle Hofhaltung. Unmittelbar nach seiner Thronbesteigung begann das von ihm zuvor propagierte Eingreifen in den Dreißigjährigen Krieg auf protestantischer Seite, die jedoch mit einer verheerenden Niederlage der Expedition in die Pfalz schnell scheiterte. Ebenfalls noch 1625 wurde die Ehe mit der französischen Prinzessin Henrietta Maria, der Tochter Heinrichs IV., geschlossen.
Der militärische Misserfolg in der Pfalz hatte erhebliche Kosten verursacht, die Karl mit Steuern zu decken versuchte, die das Parlament, das ja ebenfalls den Kriegseintritt gefordert hatte, bewilligen sollte. Die Versammlung verweigerte dies jedoch und schränkte sogar die königliche Verfügung über die Zolleinnahmen weiter ein. Darüber hinaus leitete es 1626 ein Impeachment gegen George Villiers ein. Der Günstling des Königs war als Kommandeur einer Flotte bei einem Angriff auf Cádiz gescheitert. Karl löste darauf das Parlament auf, musste es aber 1628 wieder einberufen, weil alternative Versuche der Staatsfinanzierung durch Zwangsanleihen kaum Ertrag gebracht hatten. Das Parlament gewährte dem König zwar letztendlich die Steuern, ließ sich jedoch mit einem beträchtlichen Ausbau seiner Macht vergelten: Mit der Petition of Right setzte es erstmals ein Initiativrecht für Gesetze durch; zuvor hatte es lediglich königlichen Gesetzen zugestimmt oder sie abgelehnt. Die Petition selbst enthielt eine Reihe von Anschuldigungen gegen den König, dass er seine Befugnisse gegenüber hergebrachtem englischen Gewohnheitsrecht und der Magna Carta überschritten habe. Karl sagte mit seiner Zustimmung zur Petition zu, dass er ein solches Vorgehen in Zukunft unterlassen werde. Im folgenden Jahr gab es Auseinandersetzungen um die Interpretation des Gesetzes, in deren Verlauf der König das Parlament für elf Jahre auflöste. Dies änderte jedoch nichts am Machtgewinn des Parlaments auf Kosten der Krone.
Ohne ein Parlament und damit ohne bewilligte Steuern war nicht nur der finanzielle Spielraum Karls I. beschränkt, sondern auch seine Möglichkeiten zum außenpolitischen Agieren. Deshalb schloss Karl schnell Frieden mit Frankreich und Spanien. In den folgenden Jahren verschärften sich die innenpolitischen Spannungen weiter. Der König erschien vielen Untertanen wie sein Vater als absolutistischer Herrscher. In den Augen der Bevölkerung war die Legitimität der königlichen Herrschaft ohne das Parlament fraglich. Vor allem die in vielen Fällen tatsächlich willkürliche Erhebung von zusätzlichen Abgaben, die Karl zum Regieren ohne Steuern dringend benötigte, führte zu wachsendem Widerstand, ebenso Verwaltungsreformen und die Begünstigung der Arminianer durch den König. Darüber hinaus entstand auf Grund des Ehevertrags mit Henrietta Maria erneut eine starke katholische Partei am Hof. Positiv aus Sicht des Königs entwickelte sich vor allem Irland. Unter der harten Regentschaft von Thomas Wentworth gedieh das Land wirtschaftlich. 1641 flammte allerdings der gälische Widerstand wieder auf und entglitt schnell der Kontrolle seiner Anführer, rund 12.000 protestantische Siedler kamen in ihrem Verlauf um. In Schottland hatte Karl I. bereits bei seinem Regierungsantritt Unmut unter den Adligen ausgelöst, als er zahlreiche Privilegien aufzuheben versuchte. Versuche der Einflussnahme auf die schottische Kirche riefen ab 1637 eine breite Protestbewegung hervor, die den König zur Einberufung einer großen Kirchenversammlung zwang. Diese erklärte sämtliche Bischöfe für abgesetzt und stellte ein eigenes Heer auf, das 1640 sogar in Nordengland einfiel.
Mit dem Krieg gegen die Schotten begann eine schwere Krise der englischen Monarchie. Um den Kampf im Norden finanzieren zu können, musste Karl I. wieder ein Parlament einberufen. Dessen Mitglieder waren aber wegen ihrer vorangegangenen elfjährigen Ausschaltung zu keinen Zugeständnissen bereit. Nach nur einem Monat löste Karl das Parlament im Mai 1640 wieder auf. Im Sommer konnte der König die schottische Invasion nur beenden, indem er einer Zahlung von 850 Pfund täglich bis zu einem endgültigen Frieden zustimmte. Damit brachen die Staatsfinanzen endgültig zusammen. Am 3. November 1640 trat das Long Parliament zusammen, das bis 1660 bestehen sollte. Unter dem Wortführer John Pym setzte das Parlament die Absetzung und teilweise Hinrichtung königlicher Berater durch. Zahlreiche königliche Privilegien wurden abgeschafft. Vor allem aber erkämpfte sich das Parlament das Recht, nicht mehr ohne die eigene Zustimmung aufgelöst werden zu dürfen. Bald kam es aber über allzu radikale Forderungen zur Spaltung des Parlaments. Eine royalistische Gruppe bildete sich heraus, die grundsätzlich Karl I. gegenüber verhandlungsbereit war. Zudem spielte die öffentliche Meinung, vor allem die der Londoner Stadtbevölkerung, eine immer größere Rolle in der Auseinandersetzung zwischen König und Parlament. Es kam zu gewaltsamen Auseinandersetzungen, nach denen Karl im Januar 1642 London verließ.

### Bürgerkrieg
In dieser Bürgerkriegsstimmung riss das Parlament die Aushebung von Milizen an sich, was Karl wiederum damit beantwortete, dass er über ein altes königliches Recht seinerseits Truppen aufstellen ließ. Ende August 1642 brach der Bürgerkrieg offen aus. Neben der Auseinandersetzung zwischen Monarchie und aufkeimendem Parlamentarismus lassen sich die Fronten auch anhand religiöser, wirtschaftlicher und Generationsunterschiede ausmachen. Unter harten Kämpfen stieß die königliche Armee im Herbst 1642 bis auf London vor. Auf eine Belagerung oder einen Sturm verzichtete Karl, sondern strebte Verhandlungen an und unterbrach im Winter lediglich die Kohlezufuhr. Als die Verhandlungen keine Ergebnisse erbrachten, erließ das Parlament unter Pym weitgehende Zwangsmaßnahmen zur Kriegsfinanzierung. Dennoch brachte das Jahr 1643 weitere Siege der königlichen Truppen. Auch in dieser Lage blieben Verhandlungen ergebnislos. 1644 wendete sich das Blatt: Schottische Truppen unterstützten das Parlament und vertrieben die königlichen Einheiten aus Nordengland. Gleichzeitig zerschlugen Parlamentstruppen unter Oliver Cromwell ein aus Irland übergesetztes königliches Heer. Dann folgten Auseinandersetzungen innerhalb des parlamentarischen Lagers, zunächst über die zukünftige Struktur der Kirche Englands, dann über die Heeresorganisation (New Model Army). Am 14. Juni 1645 wurde Karl I. bei Naseby vernichtend geschlagen und begab sich in die Gefangenschaft der Parlamentstruppen. In dieser Situation tat sich eine neue Spaltung auf: Die Parlamentsarmee begann über gewählte Sprecher als eigenständiges politisches Gebilde mit eigener, auf dem Puritanismus aufbauender Ideologie zu agieren und sich dem Parlament zu widersetzen. Schließlich marschierte die New Model Army 1647 auf London. Es gab mehrere Verfassungsvorschläge, in denen König, Parlament und Armee jeweils verschiedene Rollen spielen sollte. Eine Einigung gab es nicht. Im November 1647 floh Karl I. auf die Isle of Wight. 1648 kam es zunächst zu einem royalistischen Aufstand gegen das Parlament und dann zu einem erneuten Einfall schottischer Truppen, diesmal allerdings mit dem Ziel, den König wieder einzusetzen. Bis zum Jahresende gelang es den Parlamentstruppen unter Oliver Cromwell allerdings, den royalistischen Widerstand endgültig zu brechen. Am 8. Dezember 1648 übernahm die Armee endgültig die Macht: Sie ließ nur einen Teil der Parlamentsmitglieder an Sitzungen teilnehmen. Dieses Rumpfparlament löste entsprechend puritanischer Vorstellungen die Kirchenorganisation oberhalb der Gemeindeebene auf und leitete einen Prozess gegen Karl I. wegen Tyrannei ein. Am 30. Januar 1649 wurde der König in Whitehall hingerichtet.

## Commonwealth of England

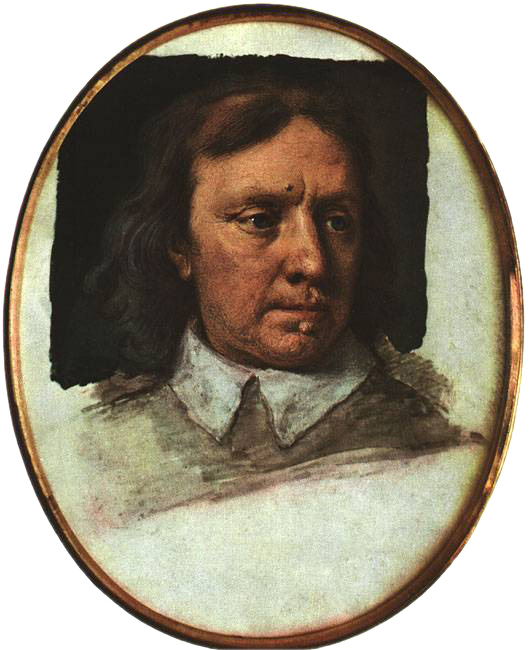
Oliver Cromwell, Miniatur von Samuel Cooper

Nach der Hinrichtung des Königs gab das Rumpfparlament England eine neue Staatsordnung. Das Commonwealth and Free State, wie das Land nun hieß, besaß das Parlament als Legislative und den Staatsrat mit seinem Vorsitzenden Oliver Cromwell als Exekutive. Die versprochenen Wahlen schob das Parlament immer weiter hinaus, um den Royalisten keine Gelegenheit zum Erstarken zu geben. Cromwell wurde nach Irland geschickt, um den dortigen Aufstand niederzuschlagen, was er bis 1650 in einem blutigen, religiös begründeten Feldzug tat. Unterdessen hatten die Schotten Karl II., Sohn von Karl I., zum König gewählt, der mit dem Sammeln von Truppen zur Rückeroberung des englischen Throns begann. Nachdem Cromwell das Heer Karls bei Dunbar besiegt, Edinburgh besetzt und den nach Nordengland einfallenden König bei Worcester endgültig geschlagen hatte, brach der Widerstand in Schottland schnell zusammen. Karl II. floh nach Frankreich. Unterdessen waren einige der 1648 ausgeschlossenen Parlamentarier wieder in das Rumpfparlament zurückgekehrt. Eine Regelung der religiösen Fragen blieb aber aus. Zwar wurden einige puritanisch beeinflusste Verordnungen erlassen, doch setzten letztendlich die einzelnen Gemeinden ihre eigenen Regeln fest. Mit der Navigationsakte bekundete das Parlament 1651 den Seemachtsanspruch Englands und löste den Ersten Englisch-Niederländischen Seekrieg aus. 1653 brachen die Konflikte zwischen dem Rumpfparlament und der aus Irland zurückgekehrten Armee wieder aus. Am 20. April löste Oliver Cromwell schließlich das Parlament auf. Darauf bildete er das Parliament of Saints, das vor allem aus Kirchenvertretern mit puritanischer Ausrichtung und Vertretern der radikalen Levellers-Bewegung bestand. Über Fragen des Kirchenzehnten spaltete sich das Parlament und es kam zu Auseinandersetzungen, in deren Verlauf Cromwell im Dezember 1653 das Parlamentsgebäude gewaltsam räumen ließ.
Nach diesem Misserfolg entwarf Oliver Cromwell eine Verfassung, die das unruhige Land stabilisieren sollte. Neben einem Parlament mit verbrieften Rechten und erstmals mit Abgeordneten aus England, Irland und Schottland war das neu geschaffene Amt des Lordprotektors, das Cromwell selbst übernahm, das Machtzentrum dieser Verfassung. Die fortgesetzten religiösen Auseinandersetzungen versuchte Cromwell durch das weitgehende Abschaffen einer weisungsbefugten staatlichen Kirche zu beenden, was de facto sogar eine Art Religionsfreiheit für Katholiken und Juden zur Folge hatte. Doch auch das neue Parlament geriet rasch in Konflikt mit der Armee und wurde bald wieder aufgelöst. Als 1655 ein erneuter Krieg mit Spanien ausbrach, musste Cromwell zur Steuerbewilligung wieder ein Parlament einberufen, das eine Einschränkung der religiösen Toleranz forderte, zugleich Cromwell aber die Königskrone anbot. Dieser lehnte zwar ab, in der folgenden Zeit entstanden durch die bessere Zusammenarbeit zwischen Oliver Cromwell und dem Parlament aber eine Reihe von Gesetzen, die dem Land wieder feste politische Strukturen gaben.
Als Oliver Cromwell am 3. September 1658 starb, wurde sein Sohn Richard Cromwell sein Nachfolger, den die Armee jedoch schnell wieder absetzte. Anschließend beriefen die dominierenden Generäle das Rumpfparlament wieder ein, lösten es dann aber nach erneuten Spannungen zwischen Parlament und Armee wieder auf. Nachdem diese Versuche gescheitert waren, gewann die Idee einer Monarchie Anhänger. Die Generäle George Monck und Thomas Fairfax übernahmen mit ihren loyalen Truppen die militärische Kontrolle über das Land. Monck zog 1660 im Triumphzug in London ein. Dort trat das Rumpfparlament erneut zusammen und nahm alle 1640 ausgeschlossenen Mitglieder wieder auf. Dieses Parlament schrieb für März 1660 Wahlen zu einer Übergangsversammlung aus, die dadurch neu legitimiert wurde. Parallel wurden Verhandlungen mit Karl II. geführt. Nachdem dieser eine Straffreiheit für alle während des Commonwealth begangenen Verbrechen sowie die Religionsfreiheit verkündete, wurde er mit Jubel als neuer König empfangen.

## Wiederherstellung und neue Krise der Monarchie

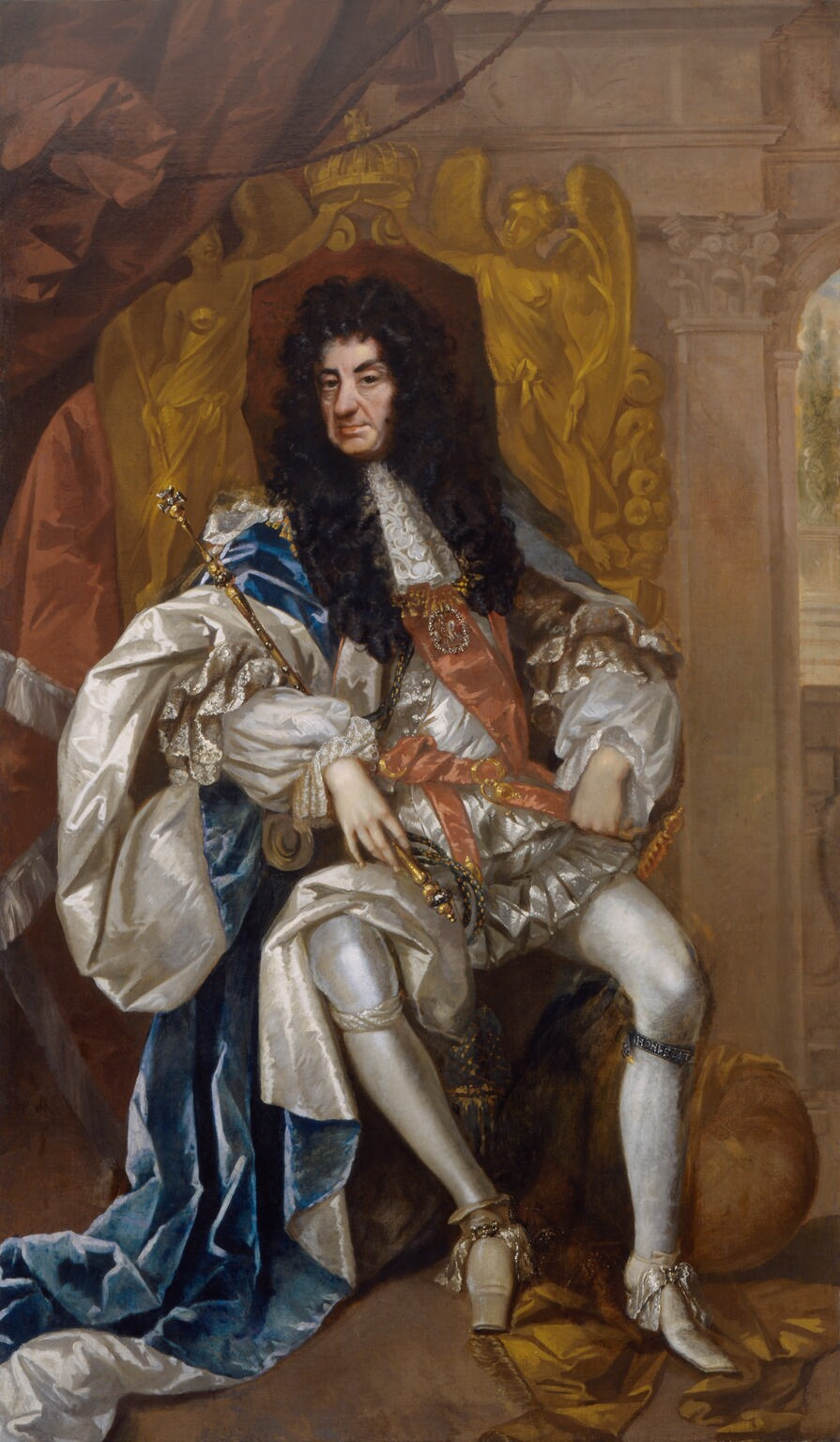
Karl II. von England

Karl II. betrieb mit Hilfe des Parlaments und der Anglikanischen Kirche eine Restaurationspolitik. Mit mehreren Gesetzen wurden in Karls ersten Herrschaftsjahren die meisten presbyterianischen Geistlichen aus ihren Ämtern vertrieben. Nach der relativen religiösen Liberalität des Commonwealth setzte wieder eine Phase der rigiden Kirchenpolitik ein. Grundsätzlich wurden alle Gesetze widerrufen, denen Karl I. nicht mehr zugestimmt hatte. Insbesondere wurde das Parlamentswahlrecht wieder auf den Stand vor dem Commonwealth zurückversetzt und an den Besitz gebunden. Die Macht des Königs wurde noch über dieses Maß hinaus gesteigert, indem er die Einnahmen aus verschiedenen Steuern fest zugesprochen erhielt, also ohne Notwendigkeit der wiederholten Bewilligung durch das Parlament. Irland und Schottland erhielten wieder eigene Parlamente, wobei das schottische kaum noch einberufen wurde und Irland insgesamt nahezu auf den Status einer Kolonie herabsank.
Ab 1665 verschlechterte sich die Stimmung in England zusehends. Die Große Pest (1665), der Große Brand von London (1666) und der erfolglose Krieg gegen die Niederlande (1665–1667) führte zu steigender Unzufriedenheit mit dem König. Auch dass Karl im Devolutionskrieg die Seiten wechselte und nach einer engen außenpolitischen Bindung an Frankreich die Haltung gegenüber den englischen Katholiken lockerte, löste Ablehnung im Parlament aus. Im Rahmen einer allgemeinen Katholikenfurcht erließ das Parlament mehrere Gesetze gegen diese Glaubensgruppe, worauf Karl II. 1678 das Parlament auflöste. Die drei danach in kurzer Folge neu gewählten Parlamente waren allerdings noch deutlich stärker oppositionell zum König eingestellt. Schließlich berief der König überhaupt kein Parlament mehr ein. In der Auseinandersetzung um einen geforderten Ausschluss von Karls katholischem Bruder Jakob II. von der Thronfolge bildeten sich in dieser Zeit die politischen Gruppen der Whigs und Tories, die sich massiv bekämpften und England bis 1680 an den Rand eines Bürgerkriegs brachten.
Unterdessen war Karl II. zunehmend senil geworden und Jakob II. spielte eine immer größere Rolle in der englischen Politik. Karl II. starb am 6. Februar 1685. Auf dem Sterbebett war er gemäß einem Geheimvertrag mit Ludwig XIV. zum Katholizismus übergetreten.

## „Glorreiche Revolution“
Die Glorreiche Revolution führte zur Abschaffung des königlichen Absolutismus und der Gründung des modernen parlamentarischen Regierungssystems auf der Grundlage der Bill of Rights. Seit dieser Revolution ist das englische Parlament Träger der Staatssouveränität. Nach dem Sturz des katholischen Monarchen Jakob II. bestiegen seine protestantische Tochter Maria II. und ihr Ehemann Wilhelm von Oranien gemeinsam den englischen Thron.

### Vorgeschichte
Jakob II. berief wieder ein Parlament ein, geriet aber mit ihm und der Anglikanischen Kirche bald in scharfen Konflikt, weil er seine katholischen Glaubensbrüder in staatlichen und kirchlichen Ämtern förderte. Zudem erließ er 1687 mit der Declaration of Indulgence eine fast unbegrenzte Religionsfreiheit und löste im Herbst des Jahres das protestierende Parlament auf. Es folgte eine Säuberungswelle, die zahlreiche Katholiken und Dissenters in öffentliche Ämter brachte. Unmut löste auch die Tatsache aus, dass England schon seit Karl II. praktisch keine eigene Außenpolitik mehr betrieb, sondern sich absolut an Frankreich anlehnte. Als 1688 ein Thronfolger geboren wurde, drohte der Beginn einer katholischen Dynastie auf dem englischen Thron.

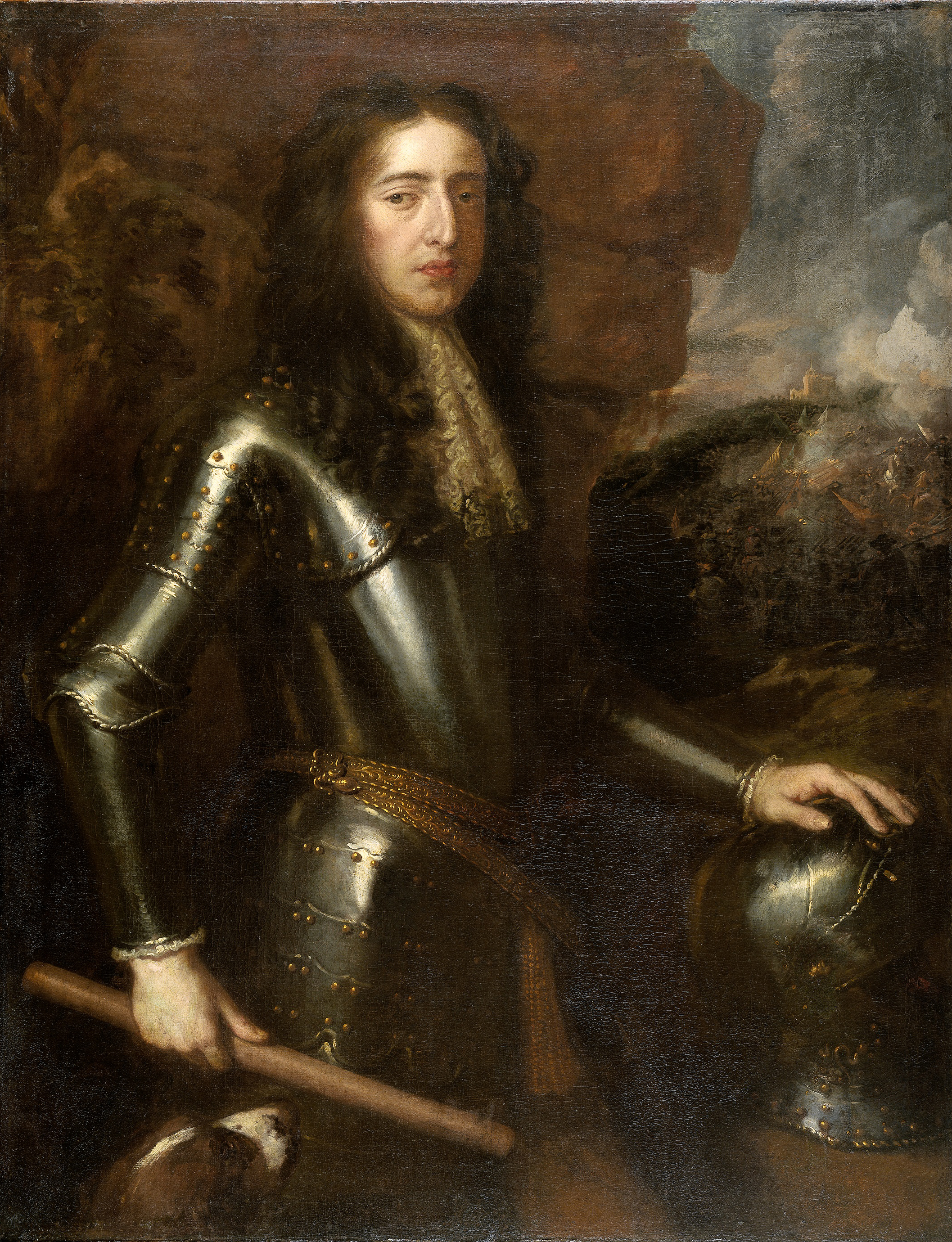
Wilhelm von Oranien

In dieser Lage forderte eine Gruppe englischer Lords Wilhelm von Oranien, den Ehemann von Maria II., Jakobs Tochter aus erster (protestantischer) Ehe, zu einer Invasion Englands auf. Jakob unterschätzte die Bedrohung und zögerte einen Kampf hinaus, nachdem sein Schwiegersohn am 5. November 1688 im Südwesten Englands gelandet war. Wilhelm gewann schnell die Sympathie der Bevölkerung, in Jakobs zunächst weit überlegenem Heer kam es zu Desertionen, worauf Jakob panisch die Flucht nach Frankreich ergriff. Mitte Dezember zog Wilhelm kampflos und umjubelt in London ein.

### Revolution
Wilhelm von Oranien wurde, nachdem er die Bill of Rights unterschrieben hatte, vom Parlament legitimiert, die Regierungsgeschäfte zu führen. Der König war also nicht mehr wie in anderen europäischen Staaten von Gottes Gnaden legitimiert, sondern direkt vom „Volk“. Der Begriff „Glorreiche Revolution“ rührt daher, dass der vorherige Systemwechsel durch Cromwell (Enthauptung Karls I. 1649) blutig gewesen war. In den folgenden Jahren wurden weitere Gesetze erlassen, die die Stellung des Parlaments stärkten, Neuwahlen spätestens alle drei Jahre vorschrieben und die Richter weitgehend unabhängig vom König werden ließen.

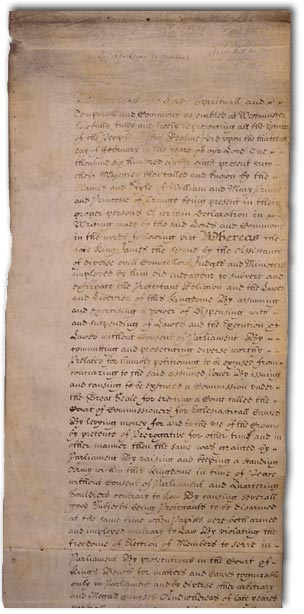
Die Bill of Rights

Wilhelm von Oranien konzentrierte sich in den ersten Herrschaftsjahren vor allem auf den Krieg gegen Frankreich, das den geflohenen katholischen König unterstützte. 1690 besiegte er Jakob II., der in Irland einmarschiert und dort auf breite Unterstützung gestoßen war, in der Schlacht am Boyne. Die mit dem Krieg verbundene Aufrüstung brachte den Staatshaushalt schnell in Bedrängnis. Deshalb und weil Wilhelm immer mehr Ämter verlieh, an die ein Parlamentssitz gebunden war, kam es schon ab 1690 zu neuen Konflikten mit dem Parlament. Dessen eingesessene Mitglieder befürchteten, dass der König über die ihm loyalen Neumitglieder Einfluss auf die Versammlung nehmen wolle. Nach dem Frieden von Rijswijk drängte das Parlament massiv auf eine Reduzierung der Armee und gewährte dem König im Gegenzug einen festen Betrag zur Finanzierung seines Hofes, der nicht immer wieder bewilligt werden musste. Auf religionspolitischer Ebene kam es wieder zu einer Liberalisierung. 1689 wurde die Pflicht zum sonntäglichen Gottesdienstbesuch aufgehoben und den Dissenters gestattet, eigene Gottesdienste abzuhalten, was zu einem Aufblühen dieser protestantischen Strömungen führte. In der Anglikanischen Kirche folgte auf die neuen Rahmenbedingungen eine umfassende Reform vor allem der Gemeindegliederung, die bis dahin noch weitgehend mittelalterlich gewesen war. Zahlreiche neue Gemeinden, vor allem in den Großstädten, wurden gegründet. Auf Katholiken und Unitarier erstreckte sich diese Toleranz allerdings nicht. 1695 wurde schließlich die Pressezensur aufgehoben.
Wilhelm starb 1702 mitten in den Vorbereitungen eines neuen Krieges gegen Frankreich. Die Herrschaft übernahm seine Schwägerin Anne. Sie erklärte sofort den unter Wilhelm vorbereiteten Krieg gegen Frankreich und Spanien. Unter John Churchill, 1. Duke of Marlborough, gelangen den englischen Truppen entscheidende Siege, was unter anderem zur Übernahme Gibraltars führte. 1712 wurde Ludwig XIV. schließlich gezwungen, von seiner Unterstützung der Nachkommen Jakobs II. abzurücken und eine vom englischen Parlament vorgelegte Thronfolgeregelung für England und Schottland zu akzeptieren. Darüber hinaus erhielt England einige koloniale Gebiete und Handelsprivilegien zugesprochen, was es endgültig zu einer der stärksten Kolonialmächte machte. Die Religionspolitik blieb unterdessen das entscheidende innenpolitische Thema. In der Anglikanischen Kirche bildete sich die Unterscheidung zwischen der High Church, die den royalistischen Tories nahestand, und der Low Church auf Seiten der dem Landadel nahestehenden Whigs heraus. Die Auseinandersetzungen zwischen den sich immer mehr in Richtung moderner politischer Parteien entwickelnden Whigs und Tories bestimmten ab 1700 die politische Landschaft in England.

### Wirtschaft und Gesellschaft
Bis 1650 setzte sich das stetige Wachstum der englischen Bevölkerung fort. Von 4,1 Millionen Menschen 1600 wuchs sie auf 5,2 im Jahr 1650, anschließend ging sie vor allem durch Pest, Typhus und Pocken leicht zurück und erreichte erst 1714 wieder die Marke von 5,2 Millionen. Darüber hinaus gab es starke Wanderungsbewegungen, wobei sich die Auswanderung (vor allem nach Irland) und die Zuwanderung vom europäischen Kontinent in der Summe ausglichen. Ein wichtiger Grund für das Bevölkerungswachstum war die ungewöhnliche Tatsache, dass es zwischen 1597 und 1646 ungewöhnlich lange keine Missernte gab. Zusammen mit dem Anstieg der Bevölkerung setzte sich auch die starke Teuerung bei Nahrungsmitteln aus dem 16. Jahrhundert fort. Durch das Überangebot an Arbeitskräften sanken zugleich die Löhne, was die Verelendung breiter Schichten zur Folge hatte. Erst ab etwa 1650 sanken die Preise für Getreide langsam. Gleichzeitig stiegen durch den Arbeitskräftemangel wegen der sinkenden Bevölkerung die Löhne deutlich. Betrachtet man einzelne Städte, so machte in der ersten Hälfte des 17. Jahrhunderts nur London das rasante Wachstum mit und verdoppelte bis 1650 seine Einwohnerzahl auf rund 400.000, was eine stärkere Bebauung der zentralen Stadtviertel und das Entstehen großer Elendssiedlungen im Osten der Stadt zur Folge hatte.
Die Landwirtschaft blieb weiterhin der wichtigste Wirtschaftszweig. Ihre Modernisierung wurde vor allem von Glaubensflüchtlingen aus den Niederlanden vorangetrieben. Sie brachten Techniken wie den Anbau lukrativer Ölfrüchte, die Gründüngung und das Trockenlegen von Anbaugebieten mit. In Nordengland begann ab 1600 der Aufstieg des Kohleabbaus. Die bereits im Mittelalter stark dezimierten Wälder konnten den mit der Bevölkerung stark steigenden Bedarf an Brennmaterial zum Heizen und für die Wirtschaft nicht mehr decken. In dieser Situation zeigte sich der Vorteil der englischen Verkehrsinfrastruktur: Über die Küstengewässer und die Flüsse konnten die Städte bequem mit Kohle und anderen Rohstoffen beliefert sowie Fertigprodukte abtransportiert werden.
Der Einbruch der Wollpreise ab 1650 versetzt der bis dahin den Export dominierenden Tuchindustrie einen schweren Schlag. Sie verschwand aus der Fläche des Landes und konzentrierte sich in einigen Regionen. An ihre Stelle trat der Getreideexport. England belieferte nicht nur das von Krisen geschüttelte Kontinentaleuropa, sondern zunehmend auch die überseeischen Kolonien. In der zweiten Hälfte des 17. Jahrhunderts löste der Überseehandel den Kanalhandel als wichtigsten Exportweg ab. Insgesamt verdoppelte sich das Handelsvolumen in der Zeit von 1660 bis 1714. In dieser Zeit entstand auch der Dreieckshandel mit englischen Fertigprodukten nach Afrika, Sklaven von dort nach Amerika und exotischen Rohstoffen zurück nach England. Als Finanzgeber für dieses rapide ansteigende Handelsvolumen stieg die Londoner City spätestens mit der Gründung der Bank of England 1694 zum bedeutendsten Bankenstandort der Welt auf. Zudem entwickelten sich die ab 1620 von englischen Religionsflüchtlingen gegründeten Siedlungskolonien in Nordamerika wirtschaftlich äußerst erfolgreich und trugen ab etwa 1650 spürbar zum Handel mit der Neuen Welt bei. Die 1664 gegründete Kapkolonie war in Afrika ähnlich erfolgreich. Oliver Cromwell erließ 1651 den Navigation Act, ein Amerika-Handelsmonopol für englische Schiffe, das die Seefahrt und den Schiffbau beträchtlich förderte.
Die Entwicklung zur wissenschaftlichen Rationalität nach der Glorreichen Revolution wirkte sich auch auf das Wirtschaftsleben aus. Man begann Produktionsprozesse und Warenströme wissenschaftlich zu analysieren und zu verbessern.

### Geistesleben

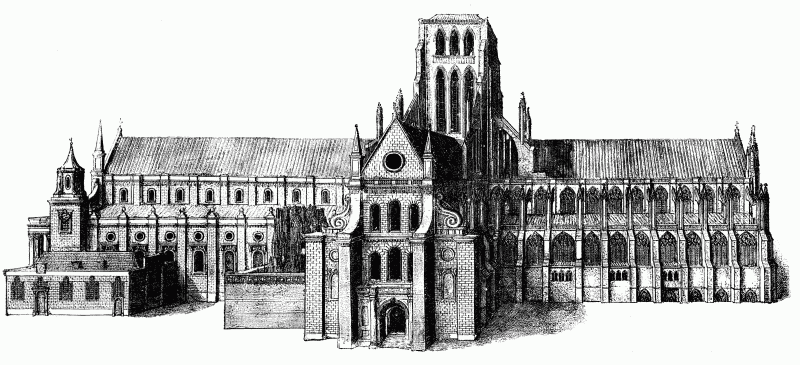
Die St Paul’s Cathedral im Bauzustand von vor 1666.

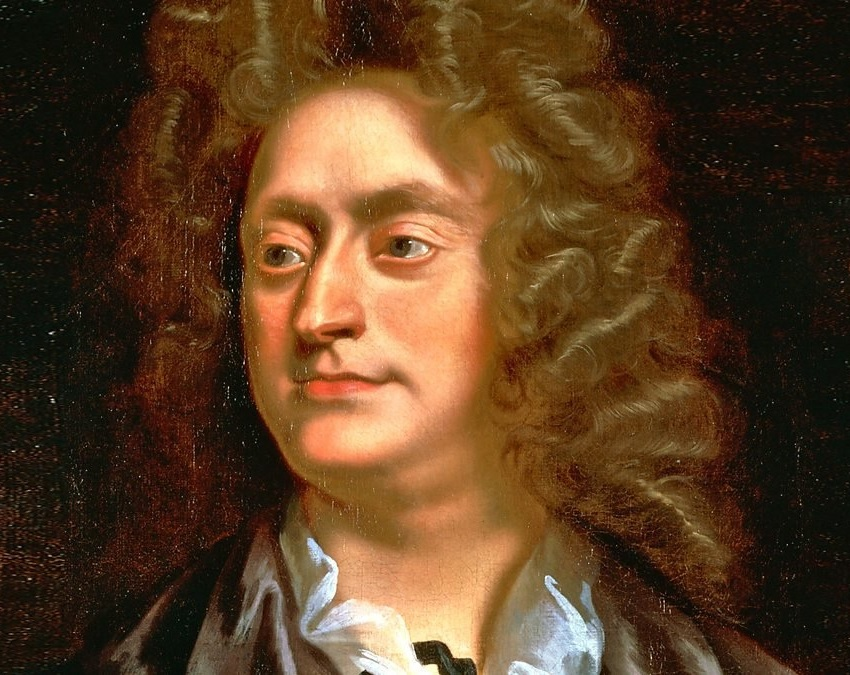
Henry Purcell

Unter Jakob I. begann sich eine eigene höfische Kultur zu entwickeln. Nachdem Elisabeth in ihrem Umfeld eine Kultur gefördert hatte, die weitgehend der der städtischen Oberschichten Londons entsprach, schirmte Jakob den Hof entschieden ab. Die volkstümlichen Belustigungen spielten eine immer geringere Rolle, eine verfeinerte höfische Kultur, die sich vor allem in Maskenspielen ausdrückte, eine immer größere. Auch hatten in seinem Umfeld Gebildete eine wichtigere Stellung als Kriegshelden oder erfolgreiche Seefahrer, mit denen Elisabeth sich umgeben hatte. Die Zunahme an höfischem Prunk wurde bald sowohl von den Mitgliedern des höheren als auch des niederen Adels kopiert. Besonders deutlich zeigte sich diese Entwicklung in der veränderten Architektur der Herrenhäuser. Sie entwickelten sich von burgenähnlichen Wehrbauten zu repräsentativen Landsitzen. Prägend war der königliche Architekt Inigo Jones, der den Architekturstil des Palladianismus anstieß. Auch die Malerei, insbesondere die Porträtmalerei, erhielt nach der bilderfeindlichen Zeit des beginnenden Protestantismus einen Aufschwung, an dem zahlreiche ausländische Maler beteiligt waren. Die englische Literatur verdankt der Stuart-Epoche vor allem eine rege poetische Produktion, zunächst auf kirchlichem Feld, später vor allem mit höfischer Dichtung.
Im Commonwealth erfuhr die höfische Kultur und mit ihr Musik sowie bildende Künste einen jähen Rückschlag. Insgesamt führte der um sich greifende Puritanismus zu einem Rückgang der künstlerischen Produktion. Dafür kam es zu einem Anschub der Naturwissenschaften durch die neuen, bürgerlichen und niederadligen Eliten unter der Herrschaft Cromwells. 1660 wurde in London die Royal Society gegründet. Insgesamt kam es in der Bürgerkriegszeit zu zahlreichen Schulgründungen mit teilweise experimentellen pädagogischen Ansätzen. In der englischen Literatur dieser Zeit fallen zahlreiche Tagebücher und Autobiographien auf. Mit dem Abklingen der religiösen Auseinandersetzungen nach der Glorreichen Revolution erfuhren Rationalität und Wissenschaften einen Aufschwung. Man versuchte natur- und gesellschaftswissenschaftliche sowie wirtschaftliche Phänomene nicht mehr durch das Wirken Gottes zu erklären, sondern suchte rational nach weltlichen Gründen.
Nach dem Ende des Commonwealth erlebten unterhaltende Kunstformen wie die Komödie geradezu einen Boom. Die Wiederbelebung der Musik ging nur zögernd voran und drückte sich vor allem in der Entdeckung der neuen Form der Oper aus, vorangetrieben insbesondere durch Henry Purcell. In der Architektur begann sich der neue Rationalismus durchzusetzen, indem pragmatische Lösungen für technische und gestalterische Probleme gesucht wurden. Bedeutendstes Bauwerk der Epoche ist die St Paul’s Cathedral. Die religiösen Auseinandersetzungen, die Parteibildung um Whigs und Tories sowie der Licensing Act von 1695 ließen ein aktives Zeitungswesen entstehen.

## Gründung Großbritanniens
Ab 1706 drängte das englische Parlament Schottland massiv zu einer vollständigen politischen Union mit England. Die Angst vor schlechteren, vor allem ökonomischen, Bedingungen im Fall der Weigerung führte zur Annahme des Angebots durch das schottische Parlament. England und Schottland wurden schließlich gemäß dem Act of Union 1707 zum Königreich Großbritannien vereinigt. Anne wurde erste „britische“ Königin, das Haus Hannover als gemeinsame Herrscherdynastie festgeschrieben, das Parlament Englands wurde in das Parlament Großbritanniens umgewandelt. Das Unterhaus wurde um 45 schottische Abgeordnete erweitert, das Oberhaus um 16. An der Grenze zwischen den beiden Staaten wurden keine Zölle mehr erhoben. Allerdings wurde das englische Recht nicht auf Schottland übertragen und einige schottische Institutionen nicht mit ihrem englischen Gegenstück fusioniert; dazu zählen die Bank of Scotland und die Church of Scotland.
Nach der Vereinigung der Königreiche von England, Wales und Schottland 1707 wird die historische Betrachtung unter der Geschichte des Königreiches Großbritannien fortgesetzt.